# Liste der Biografien/Gan
Liste der Biografien |
Portal Biografien |
Personensuche
# |
A |
B |
C |
D |
E |
F |
G |
H |
I |
J |
K |
L |
M |
N |
O |
P |
Q |
R |
S |
T |
U |
V |
W |
X |
Y |
Z |
?
 
Ga |
Gb |
Gc |
Gd |
Ge |
Gf |
Gh |
Gi |
Gj |
Gk |
Gl |
Gm |
Gn |
Go |
Gp |
Gq |
Gr |
Gs |
Gu |
Gv |
Gw |
Gy |
Gz
 
Gaa |
Gab |
Gac |
Gad |
Gae |
Gaf |
Gag |
Gah |
Gai |
Gaj |
Gak |
Gal |
Gam |
Gan |
Gao |
Gap |
Gaq |
Gar |
Gas |
Gat |
Gau |
Gav |
Gaw |
Gax |
Gay |
Gaz
Die Liste der Biografien führt alle Personen auf, die in der deutschsprachigen Wikipedia einen Artikel haben. Dieses ist eine Teilliste mit 722 Einträgen von Personen, deren Namen mit den Buchstaben „Gan“ beginnt.

## Gan
- Gan De, chinesischer Astronom
- Gan Kleabphueng (* 1994), thailändischer Fußballspieler
- Gan Ying, chinesischer Botschafter
- Gan, Alexei Michailowitsch († 1942), russischer Grafiker und Kunsttheoretiker
- Gan, Daniel, thailändisch-chinesischer Schauspieler
- Gan, Jeremy (* 1979), malaysischer Badmintonspieler
- Gan, Joseph Junqiu (* 1964), chinesischer römisch-katholischer Erzbischof
- Gan, Kim Yong (* 1959), singapurischer Politiker (PAP)
- Gan, Ning (175–222), General der Wu-Dynastie
- Gan, Peter (1894–1974), deutscher Schriftsteller
- Gan, Rong-yih (* 1962), taiwanischer Badmintonspieler
- Gan, Siow Huang (* 1974), singapurische Politikerin und Offizierin
- Gan, Teik Chai (1983–2023), malaysischer Badmintonspieler

### Gana
- Gana, Federico (1867–1926), chilenischer Schriftsteller
- Ganacci, Salvatore (* 1986), schwedischer EDM-Musikproduzent und DJ
- Ganado, Maria Grech (* 1943), maltesische Autorin und Dozentin
- Ganago, Ignatius (* 1999), kamerunischer Fußballspieler
- Ganaha, Kazuki (* 1980), japanischer Fußballspieler
- Ganahl, Carl (1807–1889), österreichischer Textilfabrikant, Kaufmann, Politiker und Verbandsfunktionär
- Ganahl, Daniel (* 1996), österreichischer Radsportler und Skibergsteiger
- Ganahl, Gilles (* 1989), österreichischer Fußballspieler
- Ganahl, Hans (1901–1968), österreichischer Politiker (ÖVP), Landtagsabgeordneter zum Vorarlberger Landtag
- Ganahl, Johann Josef (1770–1843), österreichischer Unternehmer, Textilindustrieller
- Ganahl, Karl (1860–1927), österreichischer Fabrikant und Politiker (GDVP), Abgeordneter zum Vorarlberger Landtag
- Ganahl, Kay (* 1963), deutscher Sozialwissenschaftler und SchriftstellerKay Ganahl (* 1963)

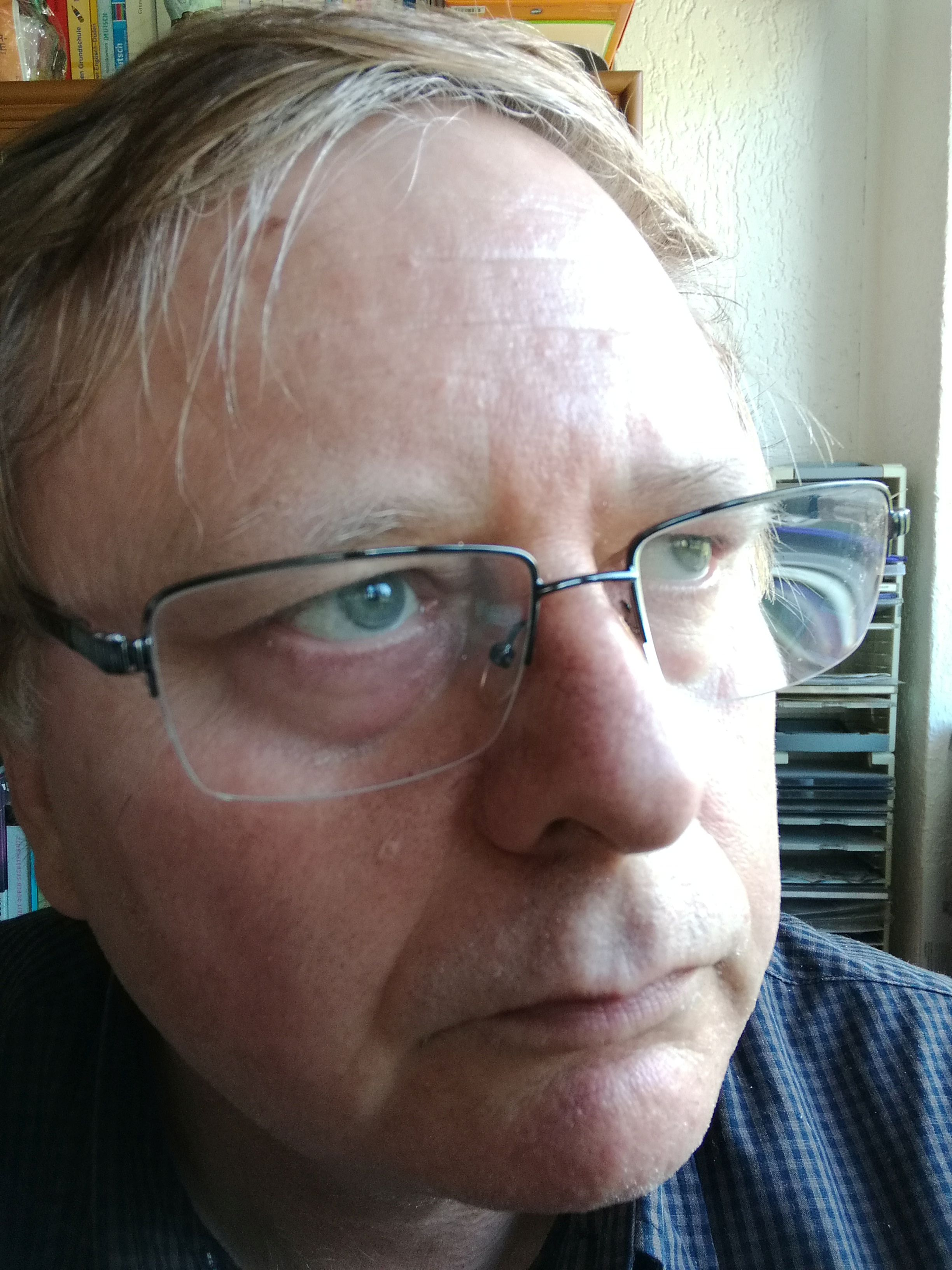
Kay Ganahl (* 1963)

- Ganahl, Manuel (* 1990), österreichischer Eishockeyspieler
- Ganahl, Markus (* 1975), liechtensteinischer Skirennläufer
- Ganahl, Niki (1956–2015), österreichischer Musiker und Entertainer
- Ganahl, Rainer (* 1961), österreichisch-amerikanischer Künstler
- Ganahl, Rudolf (1833–1910), österreichischer Politiker
- Ganahl, Rupertus (1897–1943), österreichischer römisch-katholischer Ordensmann, Missionar und Märtyrer
- Ganahl, Sophia (* 1995), österreichische Snowboarderin
- Ganaka, Gabriel Gonsum (1937–1999), nigerianischer Geistlicher, römisch-katholischer Erzbischof von Jos
- Ganal, Ferdinand (1703–1775), Bildhauer
- Gănănău, Petrișor (* 1984), rumänischer Boxer
- Ganander, Christfried (1741–1790), finnischer evangelischer Geistlicher, Volkskundler und Philologe
- Ganao, Charles David (1926–2012), kongolesischer Politiker, Premierminister der Republik Kongo
- Ganapini, Luigi (1939–2023), italienischer Historiker
- Ganassa, Zan, italienischer Theaterschauspieler
- Ganassi, Chip (* 1958), US-amerikanischer Rennfahrer und RennstallbesitzerChip Ganassi (* 1958)

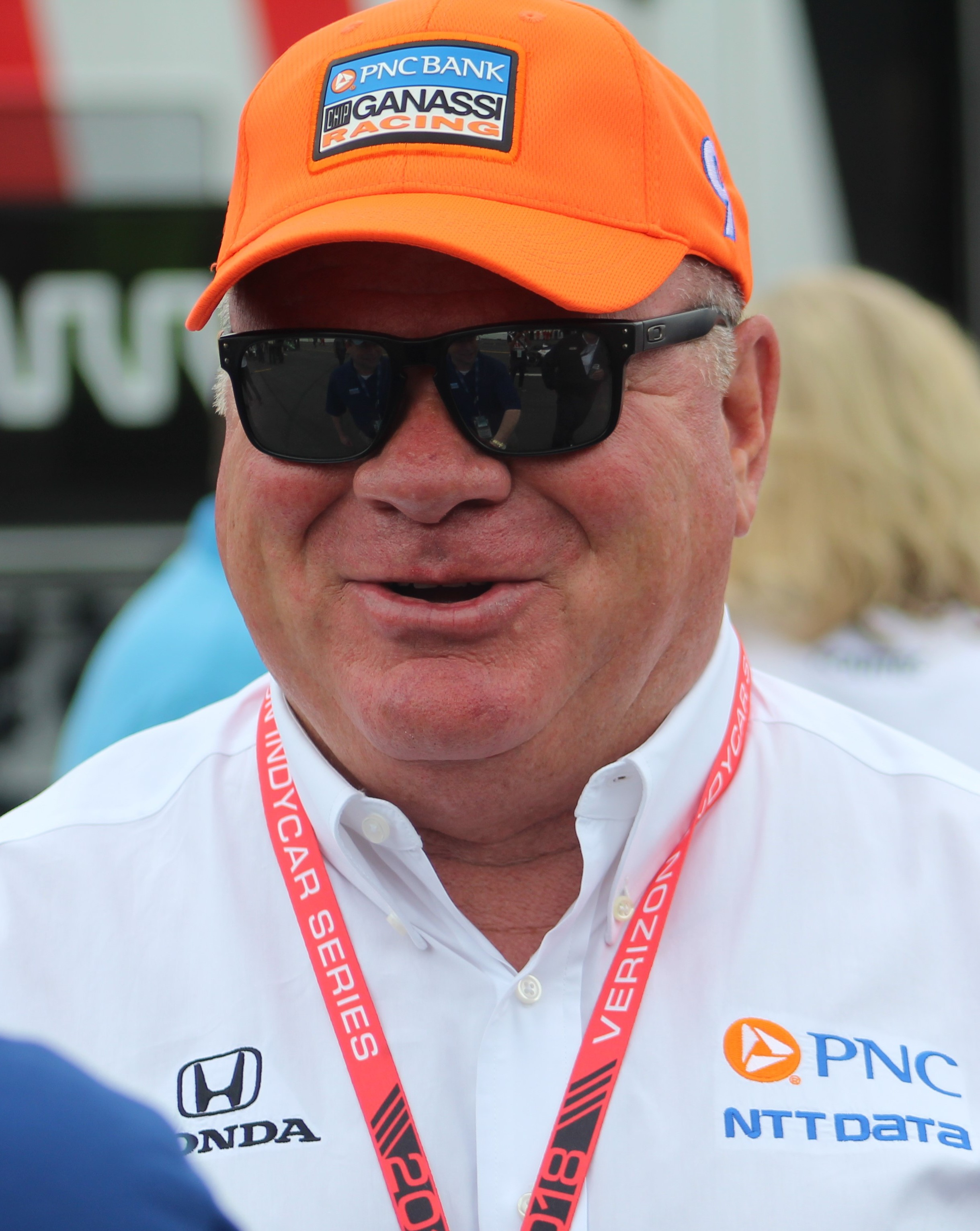
Chip Ganassi (* 1958)

- Ganassi, Silvestro (* 1492), italienischer Gamben- und Blockflötenspieler
- Ganassi, Sonia (* 1966), italienische Opernsängerin (Mezzosopran)
- Ganatra, Nisha (* 1974), kanadische Filmregisseurin, Schauspielerin und Drehbuchautorin
- Ganaus, Noah (* 2001), deutscher Fußballspieler
- Ganawa, Devprasad John (* 1951), römisch-katholischer Bischof
- Ganay, Gustave (1892–1926), französischer Radrennfahrer

### Ganb
- Ganbat, Bujangiin (* 1945), mongolischer Boxer
- Ganbat, Dsiitsagaany (* 1967), mongolischer Skilangläufer
- Ganbold, Bilgüün (* 1991), mongolischer Fußballspieler
- Ganbold, Bolor (* 1976), mongolische Brigadegeneralin
- Ganbold, Tsedendamba (* 1962), mongolischer Radrennfahrer

### Ganc
- Gancarczyk, Paweł (* 1970), polnischer Musikwissenschaftler
- Gancarczyk, Seweryn (* 1981), polnischer Fußballspieler
- Gance, Abel (1889–1981), französischer FilmpionierAbel Gance (1889–1981)

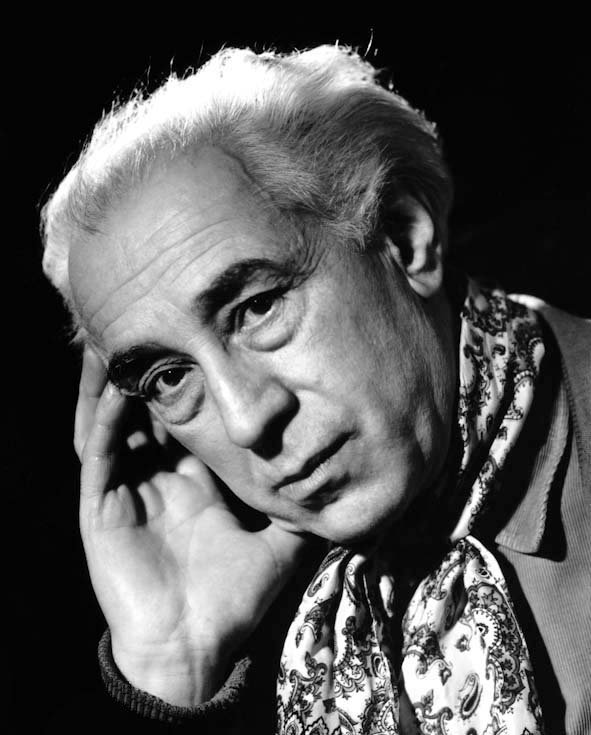
Abel Gance (1889–1981)

- Gance, Henri (1888–1953), französischer Gewichtheber
- Gance, Marguerite (1894–1986), französische Schauspielerin
- Gancea, Ionel (* 1958), rumänischer Radrennfahrer
- Ganche, Édouard (1880–1945), französischer Musikwissenschaftler
- Ganci, Massimo (* 1981), italienischer Fußballspieler
- Gancia, Gianna (* 1972), italienische Unternehmerin und Politikerin (Lega), MdEP
- Gancia, Lorenzo (1930–2017), italienischer Winzer
- Gáncs, Péter (* 1954), ungarischer lutherischer Bischof
- Ganczar, Maciej (* 1976), polnischer Literaturwissenschaftler, Germanist, Literaturübersetzer und Verfasser von Lehrwerken für Fremd- und Fachsprachen
- Ganczarski, Christian (* 1966), deutsches Mitglied in einer terroristischen Vereinigung

### Gand
- Gand de Merode de Montmorency, Louis de (1678–1767), französischer Militär, Marschall von Frankreich
- Gand, Eric (* 1945), deutscher Künstler
- Ganda, Josef (* 1997), israelischer Fußballspieler
- Ganda, Joseph Henry (1932–2023), sierra-leonischer römisch-katholischer Geistlicher, Erzbischof von Freetown und Bo
- Ganda, Oumarou (1935–1981), nigrischer Filmregisseur, Drehbuchautor und Schauspieler
- Gandalf (* 1952), österreichischer Komponist, Musiker und ProduzentGandalf (* 1952)

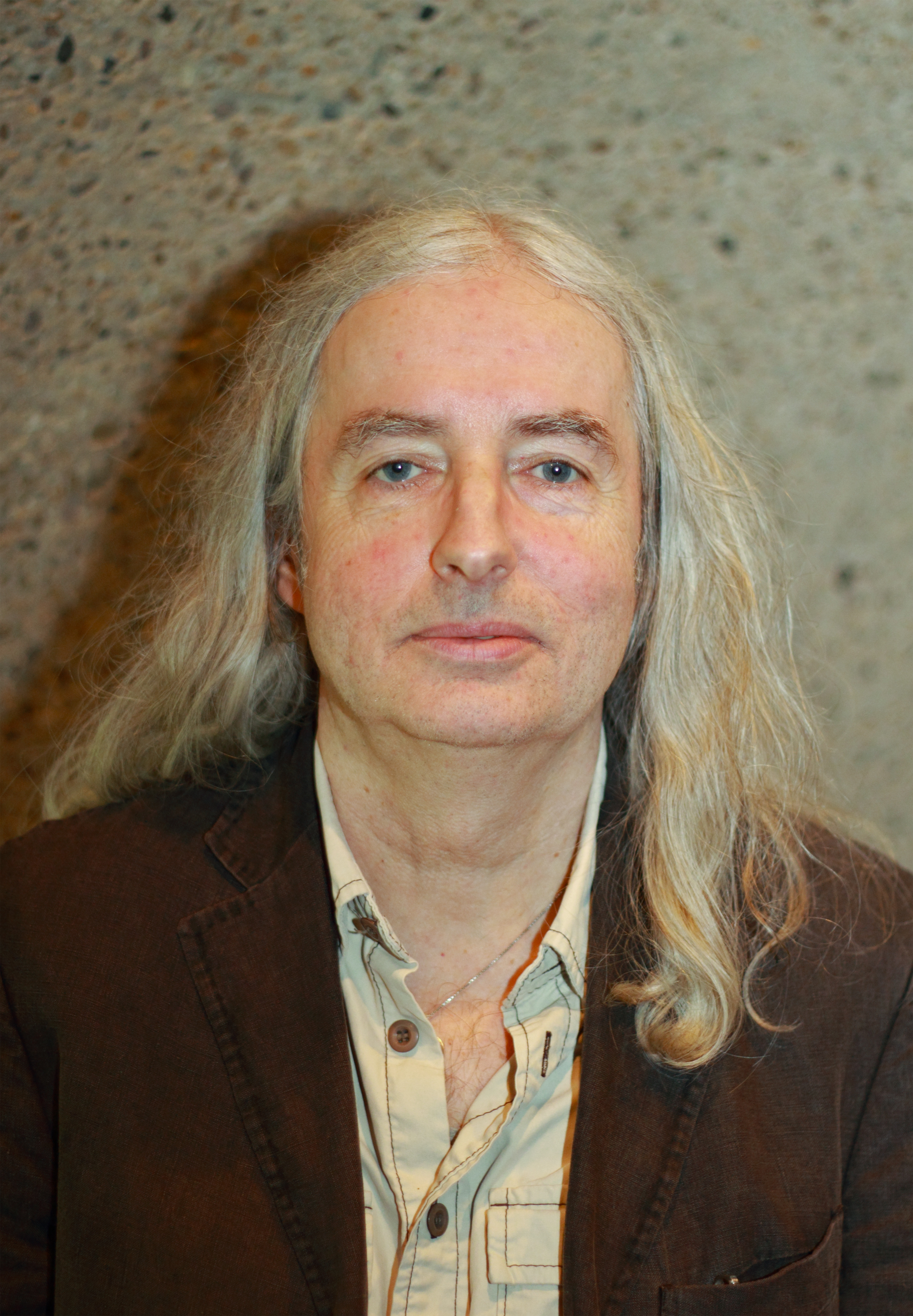
Gandalf (* 1952)

- Gandar, Laurence (1915–1998), südafrikanischer Journalist und Chefredakteur der Tageszeitung Rand Daily Mail
- Gandar-Dower, Kenneth (1908–1944), britischer Autor und Kriegsberichterstatter
- Gándara Camou, Ernesto (* 1960), mexikanischer Politiker, Bürgermeister von Hermosillo
- Gandara, Antonio de la (1861–1917), französischer Maler und Zeichner
- Gándara, Manuel J. (* 1888), mexikanischer Botschafter
- Gandara, Mateus (1986–2015), brasilianischer Zeichner
- Gandarias, Andrés (1943–2018), spanischer Radrennfahrer
- Gandarias, Igor de (* 1953), guatemaltekischer Komponist und Musikwissenschaftler
- Gandaš, babylonischer Herrscher
- Gandásegui y Gorrochátegui, Remigio (1871–1937), spanischer römisch-katholischer Geistlicher und Erzbischof von Valladolid
- Gandásegui, Marco A. (1943–2020), panamaischer Journalist
- Gandat, Joseph (1758–1794), französischer Porträt- und Landschaftsmaler sowie Flötenbauer
- Gândavo, Pero de Magalhães de (1540–1580), portugiesischer Historiker, Schriftsteller und Chronist
- Gandee, Sonny (1929–2013), US-amerikanischer American-Football-Spieler
- Gandega, Diana (* 1983), malische Basketballspielerin
- Gandelman, Omri (* 2000), israelischer Fußballspieler
- Gandelsman, Jonathan (* 1978), russischer Violinist
- Gandenberger, Otto (1929–2019), deutscher Wirtschaftswissenschaftler
- Gander, Ambrosius, Südtiroler Maler
- Gander, Bernhard (* 1969), österreichischer Komponist
- Gander, Carl (1855–1899), deutscher Landwirt und Politiker (NLP), MdR
- Gander, Josef (1859–1941), Schweizer Politiker
- Gander, Josef (1876–1963), Schweizer Politiker
- Gander, Karl (1855–1945), deutscher Lehrer und Heimatforscher
- Gander, Markus (* 1989), italienischer Eishockeyspieler
- Gander, Martin J. (* 1967), Schweizer Mathematiker
- Gander, Ryan (* 1976), britischer Konzeptkünstler
- Gander, Sabrina (* 1982), deutsche Journalistin, Moderatorin und Sprecherin
- Gander, Terry (* 1938), britischer Publizist
- Gander, Walter (* 1944), Schweizer Mathematiker und Informatiker
- Gander-Hofer, Elisabeth (* 1949), Schweizer Politikerin (FDP), Landammann von Obwalden
- Gandershofer, Maurus (1780–1843), deutscher Historiker, Bibliothekar und Mitarbeiter der Bayerischen Akademie der Wissenschaften
- Gandert, Gero (1929–2019), deutscher Filmwissenschaftler
- Gandert, Otto-Friedrich (1898–1983), deutscher Altertumswissenschaftler
- Gandharva, Kumar (1924–1992), indischer klassischer Sänger
- Gandharva, Sawai (1886–1952), indischer Sänger, Schauspieler und Musikpädagoge
- Gandhe, Nithya (* 1999), indische Leichtathletin
- Gandhe, Pradeep, indischer Badmintonspieler
- Gandhi, Devdas (1900–1957), indischer Journalist und Herausgeber
- Gandhi, Ela (* 1940), südafrikanische Friedensaktivistin
- Gandhi, Feroze (1912–1960), indischer Politiker und Journalist
- Gandhi, Harilal (1888–1948), ältester Sohn Mahatma Gandhis
- Gandhi, Indira (1917–1984), indische Politikerin und Premierministerin
- Gandhi, James (* 1993), britischer Schauspieler. Produzent und Drehbuchautor
- Gandhi, Kasturba (1869–1944), Frau von Mohandas Gandhi
- Gandhi, Leela (* 1966), indische Geisteswissenschaftlerin und Hochschullehrerin
- Gandhi, Maneka (* 1956), indische Politikerin
- Gandhi, Manilal (1892–1956), Sohn von Mahatma Gandhi; wie sein Vater aktiv in der Unabhängigkeitsbewegung Indiens
- Gandhi, Mohandas Karamchand (1869–1948), indischer Rechtsanwalt, Asket und PazifistMohandas Karamchand Gandhi (1869–1948)

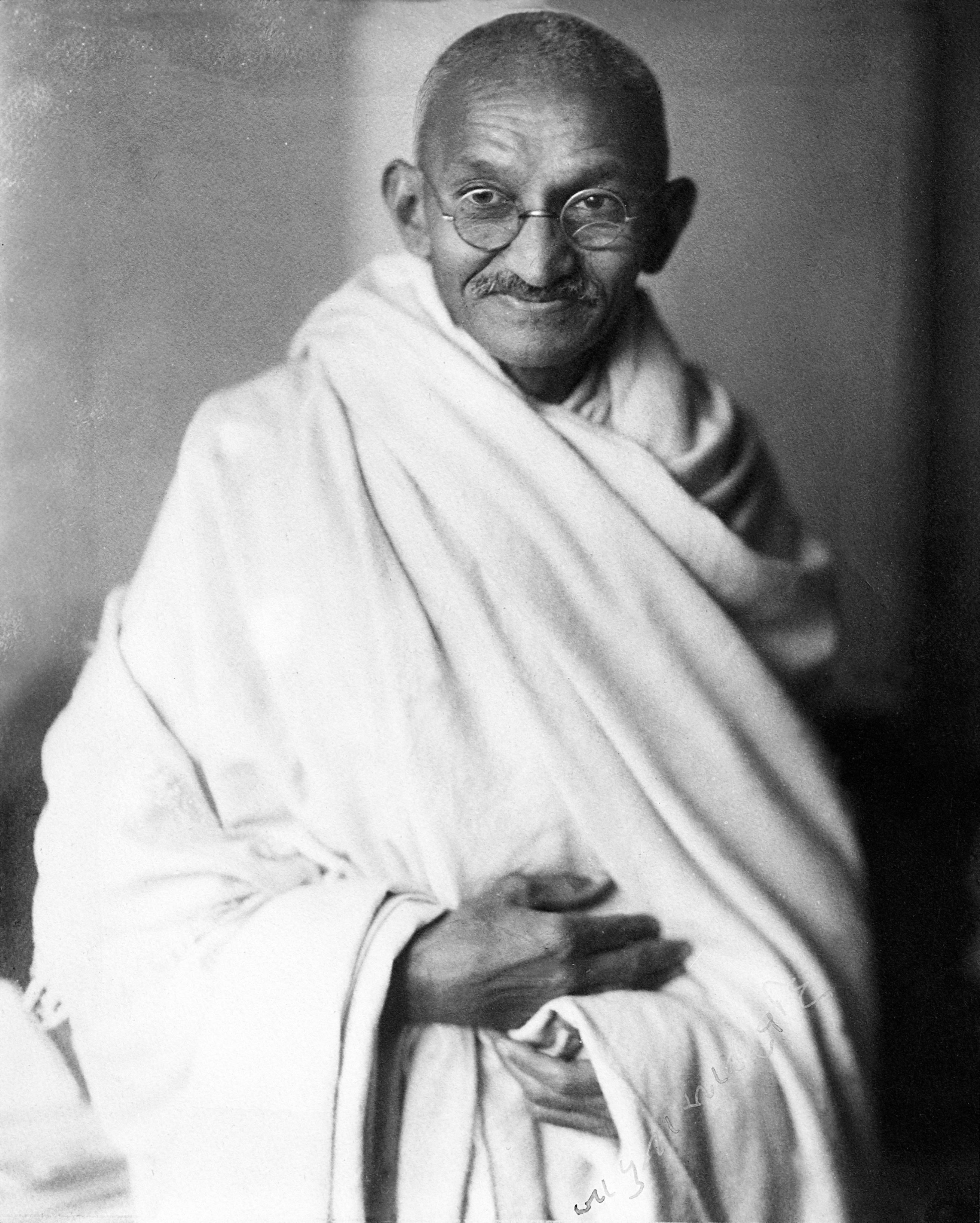
Mohandas Karamchand Gandhi (1869–1948)

- Gandhi, Naval (* 1897), indischer Filmregisseur des Hindi-Films und Produzent von Kriegsdokumentationen
- Gandhi, Rahul (* 1970), indischer Politiker
- Gandhi, Rajiv (1944–1991), indischer PolitikerRajiv Gandhi (1944–1991)
- Gandhi, Rajmohan (* 1935), indischer Autor

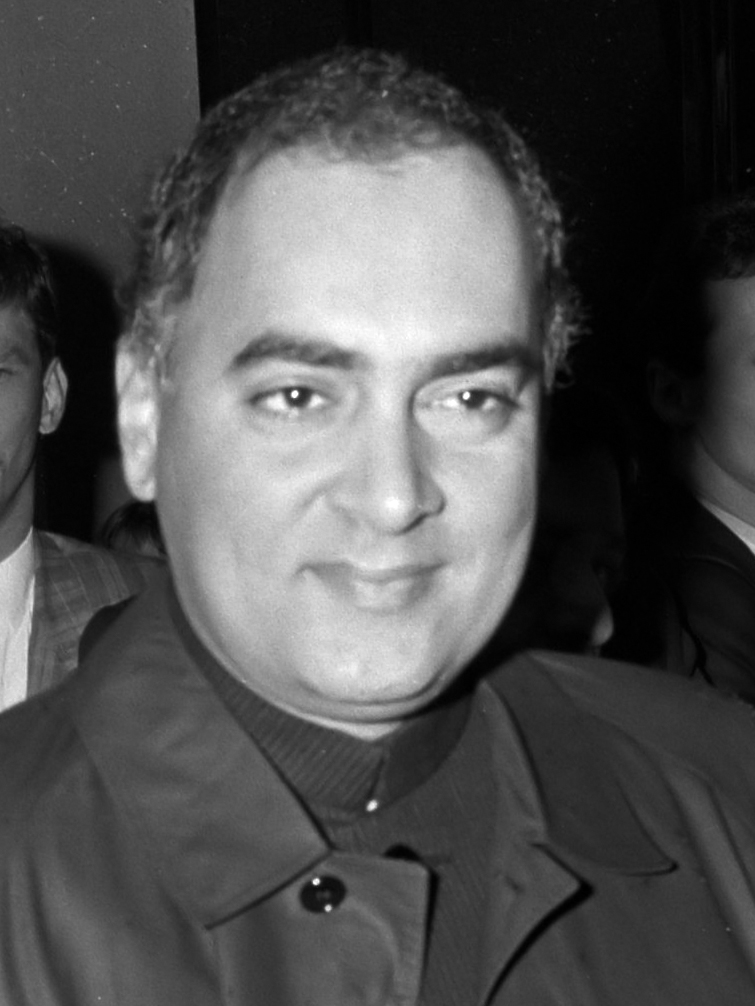
Rajiv Gandhi (1944–1991)

- Gandhi, Ramchandra (1937–2007), indischer Philosoph und Autor
- Gandhi, Ramdas (1897–1969), Sohn von Mahatma Gandhi, Unabhängigkeitskämpfer
- Gandhi, Sanjay (1946–1980), indischer Politiker, Sohn von Feroze und Indira Gandhi
- Gandhi, Sonia (* 1946), indische Politikerin
- Gandi-Ossau, Alexandra (* 1968), rumänische Schauspielerin und Intendantin am Deutschen Staatstheater Temeswar und Lehrstuhlinhaberin der West-Universität Temeswar
- Gandil, Georges (1926–1999), französischer Kanute
- Gandil, Johannes (1873–1956), dänischer Fußballspieler
- Gandillac, Maurice de (1906–2006), französischer Philosoph
- Gandillon, François (1589–1631), französischer Theologe
- Gandillot, Léon (1862–1912), französischer Dramatiker
- Gandin, Antonio (1891–1943), italienischer Generalmajor
- Gandin, Michele (1914–1994), italienischer Kurzfilmregisseur und Filmjournalist
- Gandini, Aldo (1928–2007), italienischer Radrennfahrer
- Gandini, Franco (* 1936), italienischer Bahnradsportler
- Gandini, Gerardo (1936–2013), argentinischer Komponist
- Gandini, Giola (1906–1941), italienische Malerin
- Gandini, Giorgio (1893–1963), italienischer Ingenieur und Architekt
- Gandini, Marcello (1938–2024), italienischer Automobildesigner
- Gandler, Anna (* 2001), österreichische BiathletinAnna Gandler (* 2001)

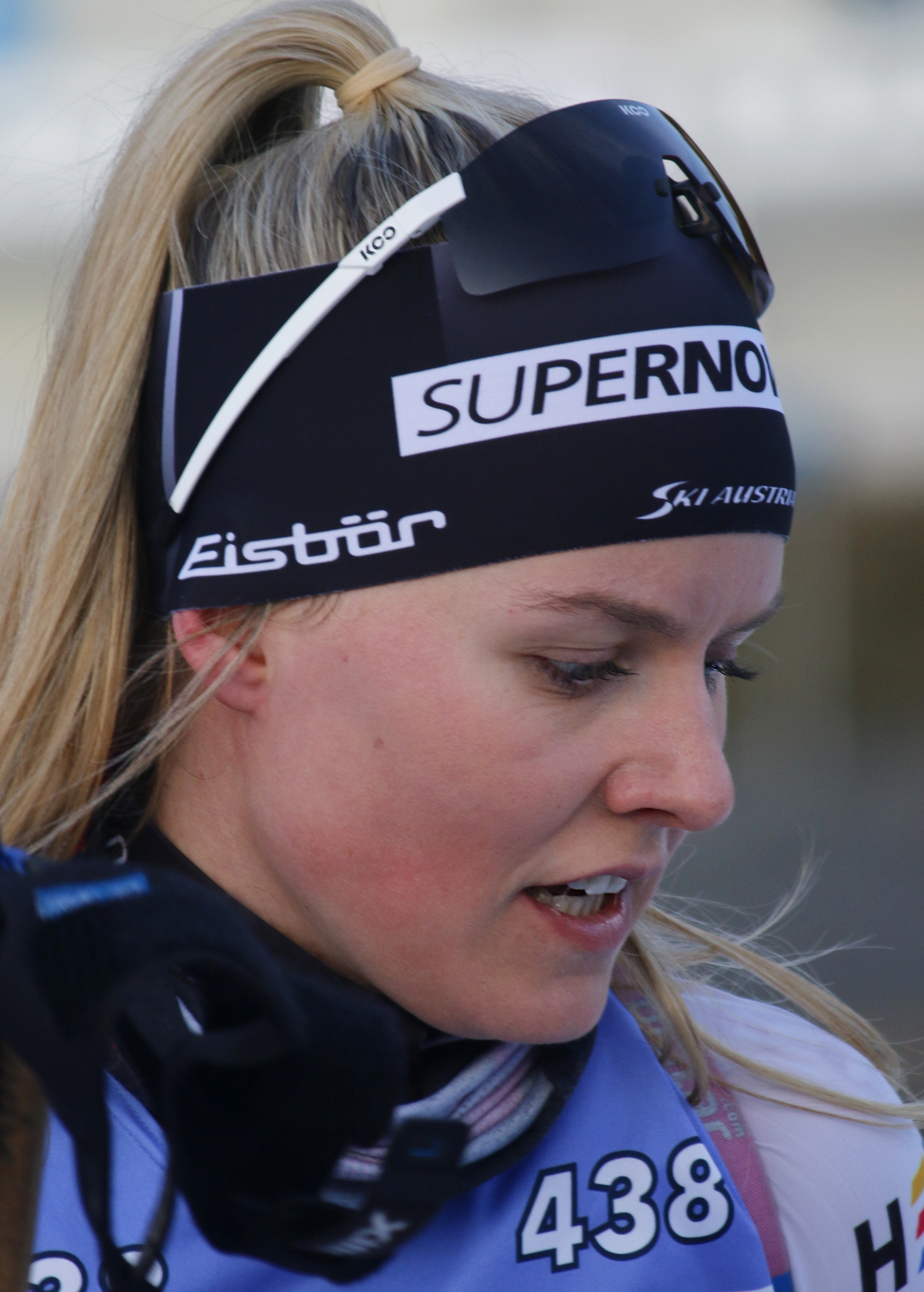
Anna Gandler (* 2001)

- Gandler, Markus (* 1966), österreichischer Skilangläufer, ORF-Co-Kommentator, ÖSV-Renndirektor für Langlauf und Biathlon
- Gandler, Stefan (* 1964), deutscher Philosoph und Sozialwissenschaftler
- Gandner, Adolf (1898–1969), deutscher Politiker und Landrat im Landkreis Cochem
- Gandoger, Michel (1850–1926), französischer Botaniker
- Gandolfi, Annapia (* 1964), italienische Florettfechterin
- Gandolfi, Antonio (1835–1902), italienischer Generalleutnant und Politiker
- Gandolfi, Ferdinando (* 1967), italienischer Wasserballspieler
- Gandolfi, Gaetano (1734–1802), italienischer Maler und Kupferstecher
- Gandolfi, Michael (* 1956), US-amerikanischer Komponist
- Gandolfi, Pietro (* 1987), italienischer Rennfahrer
- Gandolfi, Silvana (* 1940), italienische Kinderbuchautorin
- Gandolfi, Ubaldo (1728–1781), italienischer Maler, vorwiegend in Bologna tätig
- Gandolfi-Scheit, Sauveur (* 1947), französischer Politiker, Mitglied der Nationalversammlung
- Gandolfini, James (1961–2013), US-amerikanischer SchauspielerJames Gandolfini (1961–2013)

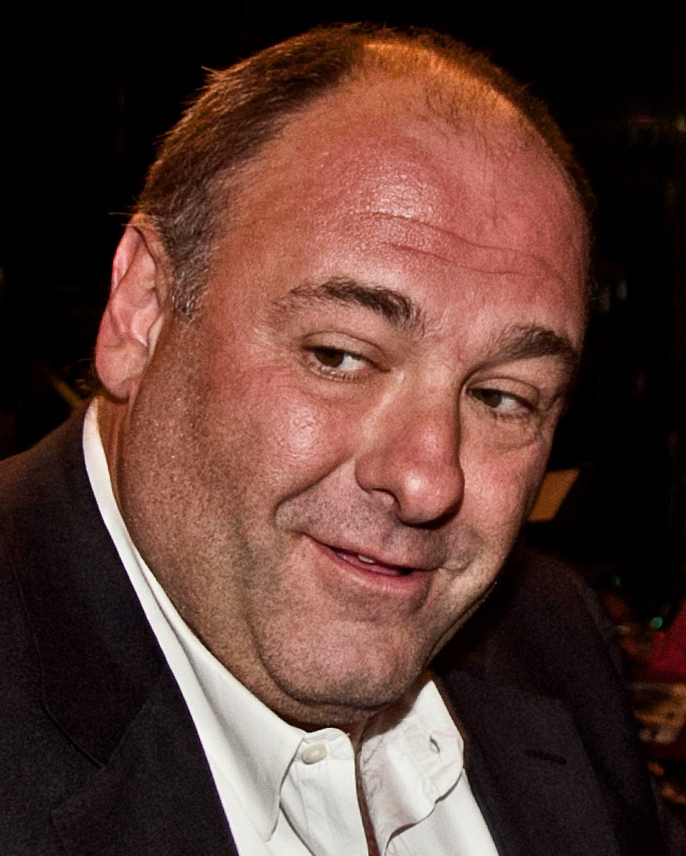
James Gandolfini (1961–2013)

- Gandolfini, Michael (* 1999), US-amerikanischer Schauspieler
- Gandolfo, Antonino (1841–1910), italienischer Maler
- Gandolfo, Giuseppe (1792–1855), italienischer Maler
- Gandon, James (1742–1823), britischer Architekt
- Gandorfer, Karl (1875–1932), deutscher Politiker (BBB; DBP), MdR
- Gandorfer, Ludwig (1880–1918), Politiker der SPD und der USPD
- Gandorfer, Thomas (* 1959), deutscher Eishockeyspieler
- Gandrud, Seth, US-amerikanischer Schauspieler
- Gandrup, Max (* 1967), dänischer Badmintonspieler
- Gandschi, Akbar (* 1960), iranischer Journalist, Dissident und Soziologe
- Gandsorig, Maidardschawyn (1949–2021), mongolischer Wissenschaftler, Pilot und Raumfahreranwärter
- Gandsorigiin, Mandachnaran (* 1986), mongolischer Ringer
- Gandusio, Antonio (1875–1951), italienischer Schauspieler
- Gandy, Alain (1924–2015), französischer Offizier und Schriftsteller
- Gandy, Alain (* 1947), französischer Schauspieler
- Gandy, David (* 1980), britisches MännermodelDavid Gandy (* 1980)

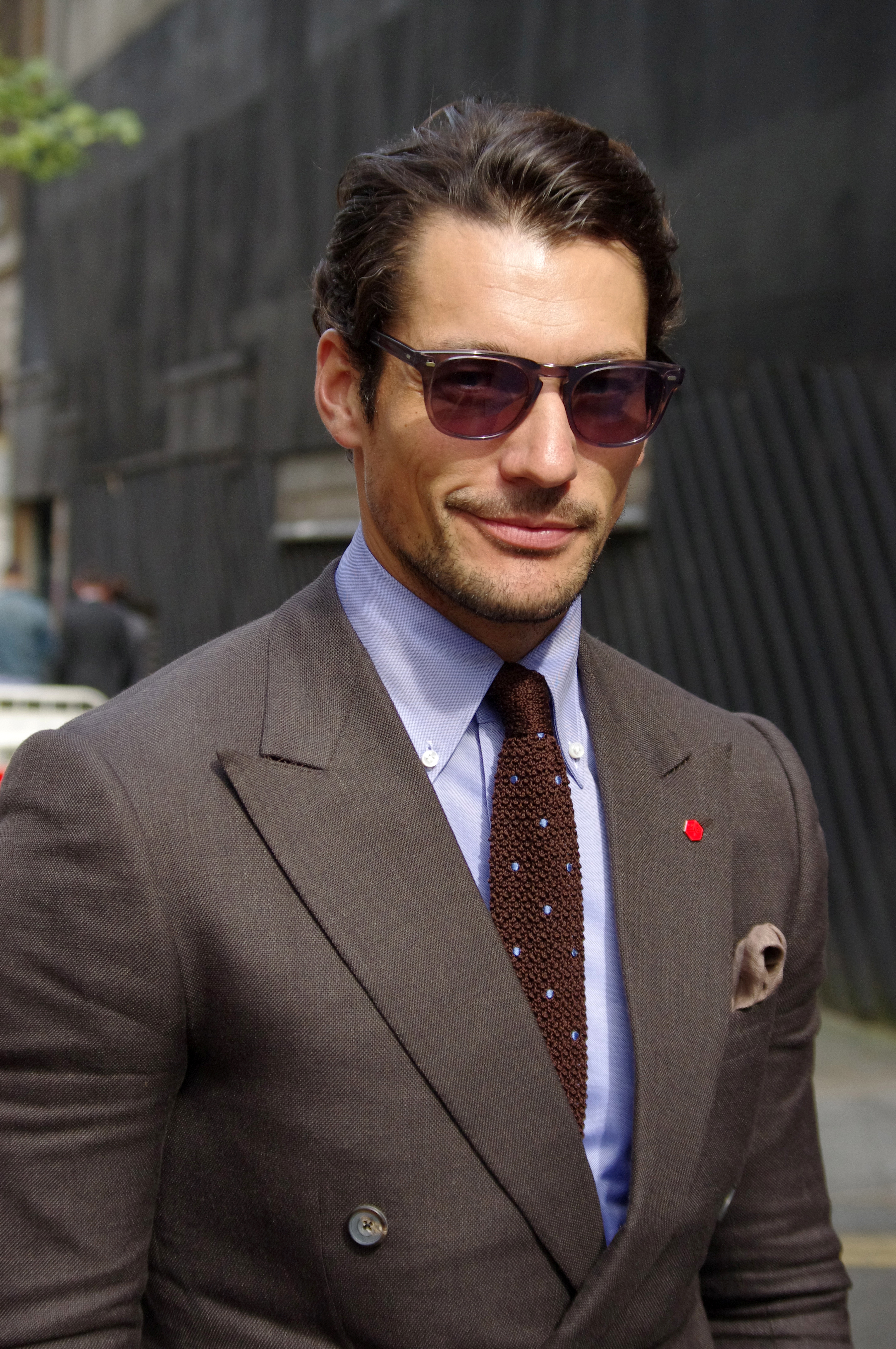
David Gandy (* 1980)

- Gandy, Evelyn (1920–2007), US-amerikanische Politikerin
- Gandy, Harry (1881–1957), US-amerikanischer Politiker
- Gandy, Helen (1897–1988), US-amerikanische FBI-Mitarbeiterin, persönliche Assistentin von J. Edgar Hoover
- Gandy, Joseph (1771–1843), englischer Maler, Architekt und Architekturtheoretiker
- Gandy, Kim (* 1954), amerikanische Feministin
- Gandy, Peter, britischer Autor und Religionskritiker
- Gandy, Peter (* 1961), australischer Sprinter
- Gandy, Robin (1919–1995), britischer Logiker
- Gandzaketsi, Kirakos († 1271), armenischer Historiker

### Gane
- Gane, Ciryl (* 1990), französischer Mixed Martial Artist und Muay Thai-KämpferCiryl Gane (* 1990)

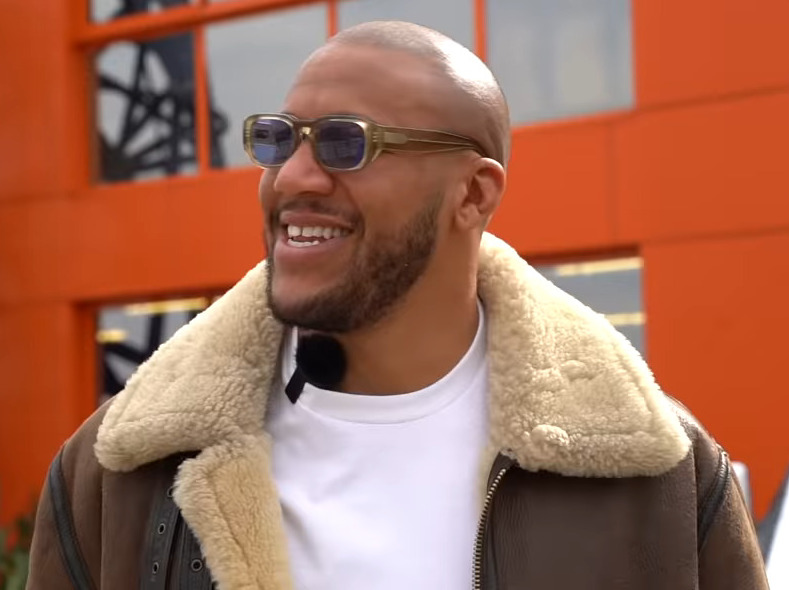
Ciryl Gane (* 1990)

- Gane, Ionel (* 1971), rumänischer Fußballspieler und -trainer
- Gané, Laurent (* 1973), französischer Radrennfahrer
- Ganea, Cristian (* 1992), rumänischer Fußballspieler
- Ganea, Florin (1976–2015), rumänischer Fußballspieler
- Ganea, Horst (1938–2006), rumäniendeutscher Maler, Grafiker, Karikaturist und Fotograf
- Ganea, Ioan Viorel (* 1973), rumänischer Fußballspieler und -trainer
- Ganea, Liviu (* 1988), rumänischer Fußballspieler
- Ganea, Tudor (1922–1971), rumänischer Mathematiker
- Ganehi, Ahmed al- (* 2000), katarischer Fußballspieler
- Ganejew, Marat Saidowitsch (* 1964), sowjetischer und russischer Radrennfahrer
- Ganejew, Renal Ramilewitsch (* 1985), russischer Florettfechter
- Ganeker, Galina Trofimowna (1917–1988), sowjetische Hochspringerin
- Ganelin, Wjatscheslaw (* 1944), israelischer Pianist und Bandleader
- Ganellin, C. Robin (* 1934), britischer Chemiker
- Ganem, Chekri (1861–1929), libanesischer Schriftsteller
- Ganem, Edy (* 1989), US-amerikanische SchauspielerinEdy Ganem (* 1989)

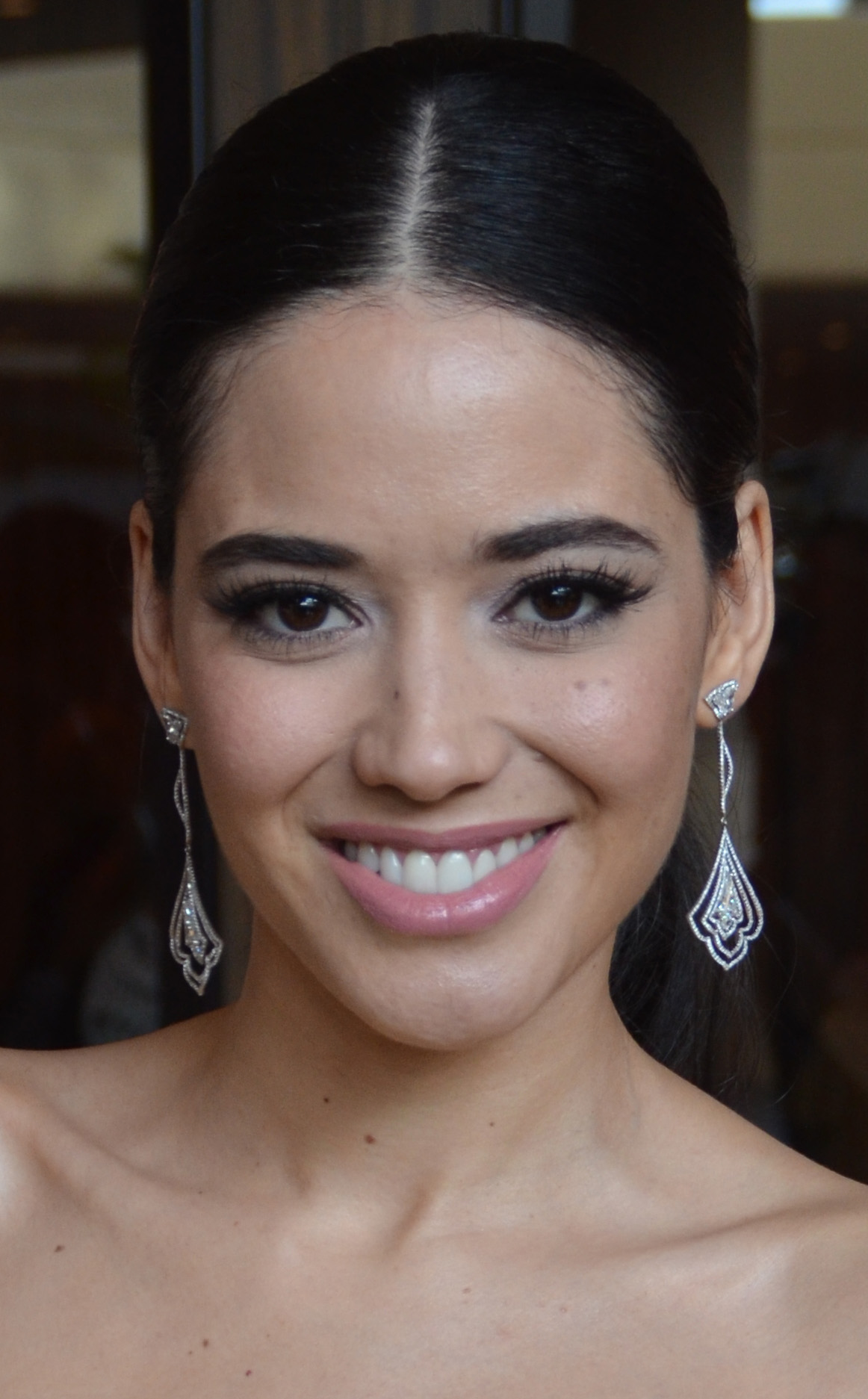
Edy Ganem (* 1989)

- Ganeri, Anita (* 1961), indisch-britische Kinderbuchautorin
- Ganesan, Adhithya (* 2005), US-amerikanischer Tennisspieler
- Ganesan, Arumugamangalam Venkatachalam (* 1935), indischer Verwaltungsbeamter und Mitglied am WTO Appellate Body
- Ganesan, Gemini (1919–2005), indischer Schauspieler
- Ganesan, Sivaji (1927–2001), indischer Filmschauspieler
- Ganesan, Venkatraman (* 1985), deutscher Cricketspieler
- Ganeshan, Kumaran (* 1983), deutscher Schauspieler
- Ganetakos, George († 1955), kanadischer Kinobetreiber griechischer Herkunft
- Ganeval, Jean (1894–1981), französischer Général de corps d’armée und Politiker
- Ganew, Dimitar (1898–1964), bulgarischer Politiker und Staatsoberhaupt (1958–1964)
- Ganew, Ginjo (1928–2016), bulgarischer Politiker
- Ganew, Ljubomir (* 1965), bulgarischer Volleyballspieler
- Ganew, Michail (* 1985), bulgarischer Ringer
- Ganew, Stojan (1955–2013), bulgarischer Politiker, Präsident der 47. UN-Generalversammlung
- Ganew, Walentin (* 1956), bulgarischer Filmschauspieler
- Ganezki, Jakub (1879–1937), russisch-sowjetischer Revolutionär und Weggefährte Lenins

### Ganf
- Ganfud, Mohamed, libyscher Radrennfahrer

### Gang
- Gang Dong-won (* 1981), südkoreanischer SchauspielerGang Dong-won (* 1981)

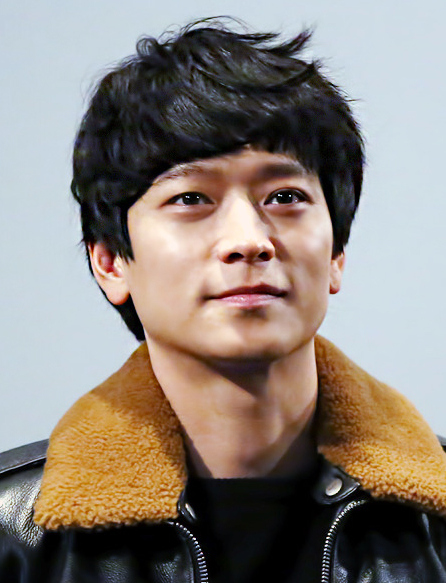
Gang Dong-won (* 1981)

- Gang, Andreas (* 1983), österreichischer Politiker (FPÖ)
- Gang, Baby (* 2001), italienischer Rapper
- Gäng, Christopher (* 1988), deutscher Fußballspieler
- Gang, Jeanne (* 1964), US-amerikanische Architektin
- Gäng, Peter (* 1942), deutscher Philosoph und Indologe
- Gäng, Richard (1899–1983), deutscher Heimat- und Mundartdichter
- Gäng, Silke (* 1983), deutsche Mezzosopranistin
- Ganga, Eugenia (* 1998), argentinische Tennisspielerin
- Ganga, Juan Carlos (* 1944), chilenischer Fußballspieler
- Gângă, Nicu (* 1953), rumänischer Ringer
- Gangaji (* 1942), US-amerikanische spirituelle Lehrerin
- Gangauf, Theodor (1809–1875), deutscher Theologe und Philosoph
- Gänge, Christian (1832–1909), deutscher Chemiker und Hochschullehrer in Jena
- Gange, Fraser (1887–1962), US-amerikanischer Opern- und Oratoriensänger (Bariton) sowie Gesangspädagoge schottischer Herkunft
- Gänge, Toni (* 1988), deutscher Fußballspieler
- Gangel, Lukas (* 1998), österreichischer Handballspieler
- Gangel, Philipp (* 2001), österreichischer Handballspieler
- Gangelin, Victor A. (1899–1967), US-amerikanischer Artdirector und Szenenbildner
- Gangemi, Daniele (* 1980), italienischer Filmregisseur und Drehbuchautor
- Gangemi, Santo (* 1961), italienischer Geistlicher, römisch-katholischer Erzbischof und Diplomat des Heiligen Stuhls
- Gänger, Stefanie (* 1983), deutsche Historikerin
- Gänger, Willibald (1903–1994), deutscher Politiker (SPD), MdL
- Ganghofer, August (1827–1900), deutscher Forstbeamter
- Ganghofer, Ludwig (1855–1920), deutscher SchriftstellerLudwig Ganghofer (1855–1920)

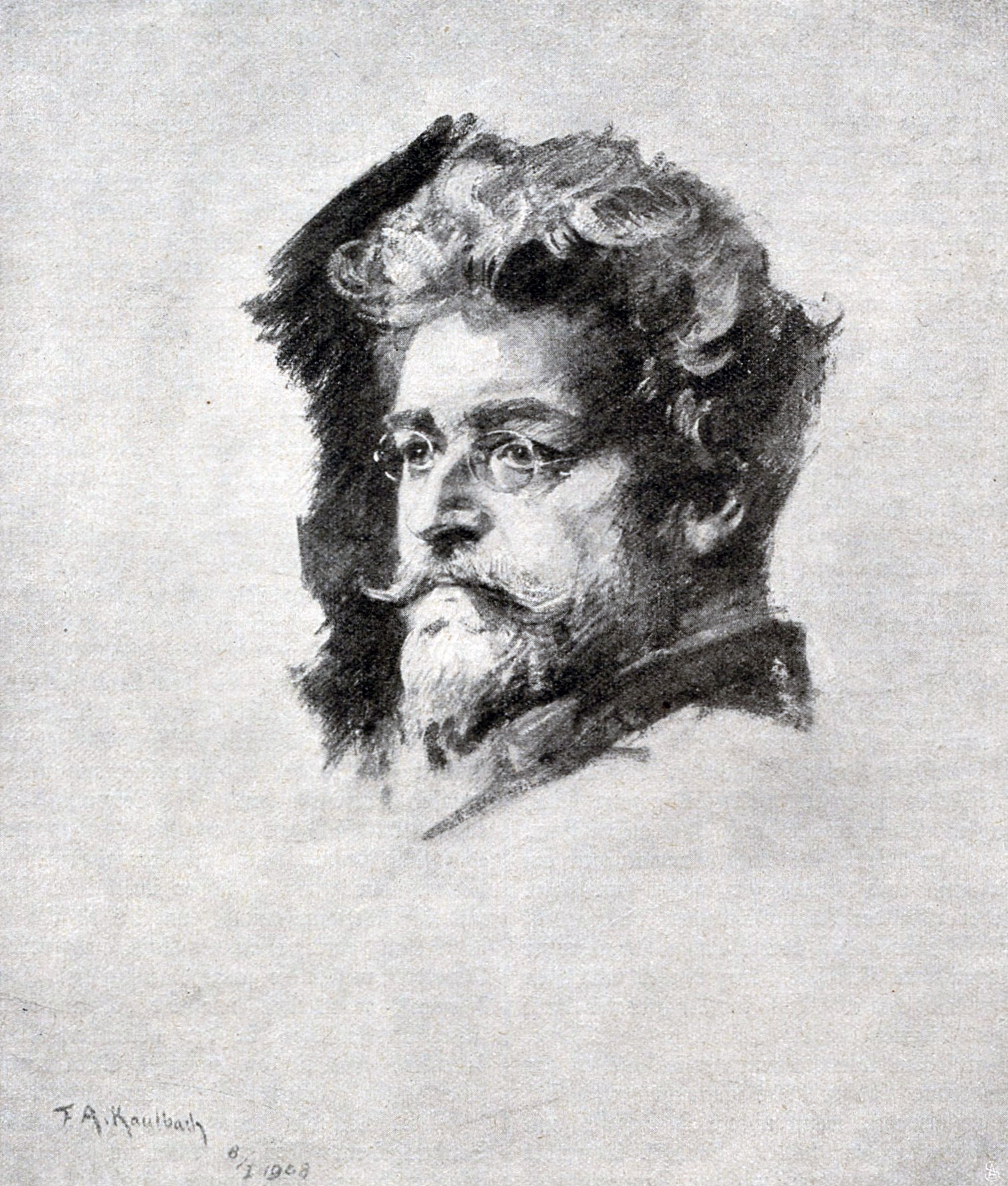
Ludwig Ganghofer (1855–1920)

- Gangi, Zoppo di (1570–1620), Maler von Tafelbildern und Fresken des Spätmanierismus spanischer Prägung auf Sizilien
- Gangjong (1152–1213), 22. König des Goryeo-Reiches und der Goryeo-Dynastie
- Gangkofner, Aloys F. (1920–2003), deutscher Glasgestalter
- Gangkofner, Joseph (1804–1862), deutscher Mediziner und Politiker
- Gangkofner, Matthias (* 1959), deutscher Maler, Zeichner und Bildhauer
- Gängl von Ehrenwerth, Fritz (1840–1915), österreichischer Werksdirektor und Politiker, Landtagsabgeordneter
- Gangl, Alojz (1859–1935), slowenischer Bildhauer
- Gangl, Anton (* 1964), österreichischer Politiker (ÖVP), Landtagsabgeordneter in der Steiermark
- Gangl, Christa (* 1948), österreichische Politikerin (SPÖ) und ehemaliger Landesrätin
- Gangl, Clemens (* 1993), österreichischer Handballspieler
- Gangl, Edina (* 1990), ungarische Wasserballspielerin
- Gangl, Erika (1939–2000), österreichische Tänzerin, Choreografin und Pädagogin
- Gangl, Friedrich (1878–1942), österreichischer Architekt und Baumeister
- Gangl, Hubert (1874–1932), österreichischer Architekt
- Gangl, Josef (1868–1916), österreichischer Schriftsteller
- Gangl, Josef (1910–1945), deutscher Offizier, zuletzt Major im Zweiten WeltkriegJosef Gangl (1910–1945)

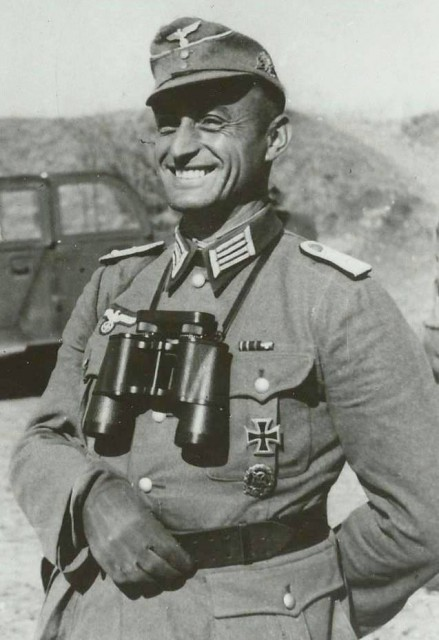
Josef Gangl (1910–1945)

- Gangl, Manfred (* 1947), deutscher Germanist und Historiker
- Gangl, Markus (* 1972), deutscher Sozialwissenschaftler und Hochschullehrer
- Gangl, Max (* 1946), Kärntner Bildhauer, Maler, Graphiker und Designer
- Gangl, Michael (1885–1977), österreichischer Geistlicher und Politiker (CS), Landtagsabgeordneter im Burgenland, Nationalrat
- Gangl, Natascha (* 1986), österreichische Schriftstellerin
- Gangl, Sonja (* 1965), österreichische bildende Künstlerin
- Gangl, Thomas (* 1971), österreichischer Fußballschiedsrichter
- Gangl, Thomas (* 1971), österreichischer Manager
- Gangl, Victor (* 1983), österreichischer Komponist und Musikproduzent
- Ganglbauer, Cölestin Josef (1817–1889), österreichischer Benediktiner, Abt von Stift Kremsmünster, Erzbischof von Wien, Kardinal
- Ganglbauer, Gerald (* 1958), österreichischer Autor und Verleger, Botschafter für die Parkinson-Krankheit
- Ganglbauer, Ludwig (1856–1912), österreichischer Koleopterologe
- Ganglbauer, Petra (* 1958), österreichische Autorin und Radiokünstlerin
- Ganglberger, Johann Wilhelm (1876–1938), österreichischer Komponist
- Ganglberger, Josef (1911–1987), österreichischer Politiker (ÖVP), oberösterreichischer Landtagsabgeordneter
- Ganglmair, Siegwald (* 1941), österreichischer Historiker
- Gangloff, François (1898–1979), französischer Turner
- Gangloff, Karl (1790–1814), deutscher Zeichner
- Gangloff, Maria (* 1951), deutsche Politikerin (SED, PDS, Die Linke), MdL
- Gangloff, Mark (* 1982), US-amerikanischer Schwimmer
- Gangloff, Rudolf (1878–1967), deutscher Bildhauer und Bildschnitzer
- Gangloff, Tilmann P. (* 1959), deutscher Journalist
- Gangnes, Kenneth (* 1989), norwegischer Skispringer
- Gangnihessou, König von Dahomey
- Gangnus, Jala (* 1986), deutsche Sprinterin
- Gangnus, Rudolf (1883–1949), russischer Mathematiker und Hochschullehrer
- Gangohi, Rashid Ahmad (1829–1905), indischer islamischer Theologe
- Gangolf, HeiligerGangolf

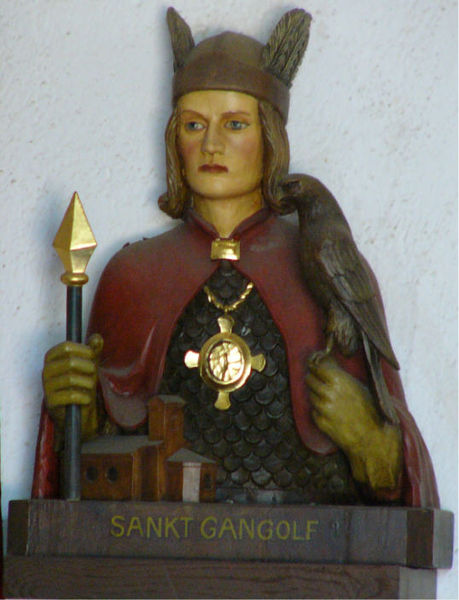
Gangolf

- Gangolf, Paul (1879–1936), deutscher Künstler
- Gangopadhyay, Sunil (1934–2012), bengalischer Schriftsteller
- Gangotena-Rivadeneira, Raul (* 1945), ecuadorianischer Diplomat
- Gangué, Rosalie (* 1975), tschadische Leichtathletin und Journalistin
- Ganguillet, Emile (1818–1894), Schweizer Wasserbauingenieur
- Ganguin, Sonja (* 1978), deutsche Erziehungswissenschaftlerin
- Ganguli, Partho (* 1953), indischer Badmintonspieler
- Ganguly, Dhirendranath (1893–1978), indischer Filmregisseur und Schauspieler
- Ganguly, Kadambini (1862–1923), indische Medizinerin
- Ganguly, Sourav (* 1972), indischer Cricketspieler
- Ganguly, Suparna Baksi, indische Tierschutzaktivistin
- Ganguly, Surya Shekhar (* 1983), indischer Schachgroßmeister
- Gangyner, Georg Anton (1807–1876), Schweizer Porträt- und Vedutenmaler

### Gani
- Gani, Ayu (* 1991), indonesisches Model
- Gani, Rita (* 1977), malaysische Fußballschiedsrichterin
- Ganic, Lejla, Kostümbildnerin am Burgtheater
- Ganijewa, Alissa Arkadjewna (* 1985), russische Schriftstellerin awarischer Abstammung und Literaturkritikerin
- Ganikowskij, Igor (* 1950), russisch-deutscher Maler und Autor
- Ganilau, Penaia (1918–1993), fidschianischer Politiker, Präsident Fidschis (1987–1993)
- Ganina, Swetlana Grigorjewna (* 1978), russische Tischtennisspielerin
- Ganio, Mathieu (* 1984), französischer Balletttänzer
- Ganios, Tony (1959–2024), US-amerikanischer Schauspieler und Sänger
- Ganira, Belly-Crésus (* 2000), burundischer Schwimmer
- Ganis, Sid (* 1940), US-amerikanischer Filmproduzent und Filmschauspieler
- Ganitzer, Johann (* 1961), österreichischer Politiker (SPÖ), Landtagsabgeordneter
- Ganivet, Ángel (1865–1898), spanischer Schriftsteller
- Gʻaniyev, Aziz (* 1998), usbekischer Fußballspieler
- Gʻaniyev, Elyor (* 1960), usbekischer Politiker
- Gʻaniyev, Nabi (1904–1953), sowjetischer Filmregisseur
- Gʻaniyeva, Suyima (1932–2018), usbekisch-sowjetische Literaturwissenschaftlerin, Professorin und Heldin Usbekistans (2015)

### Ganj
- Ganjaman (* 1975), deutschsprachiger Berliner Reggae- und Dancehall-KünstlerGanjaman (* 1975)

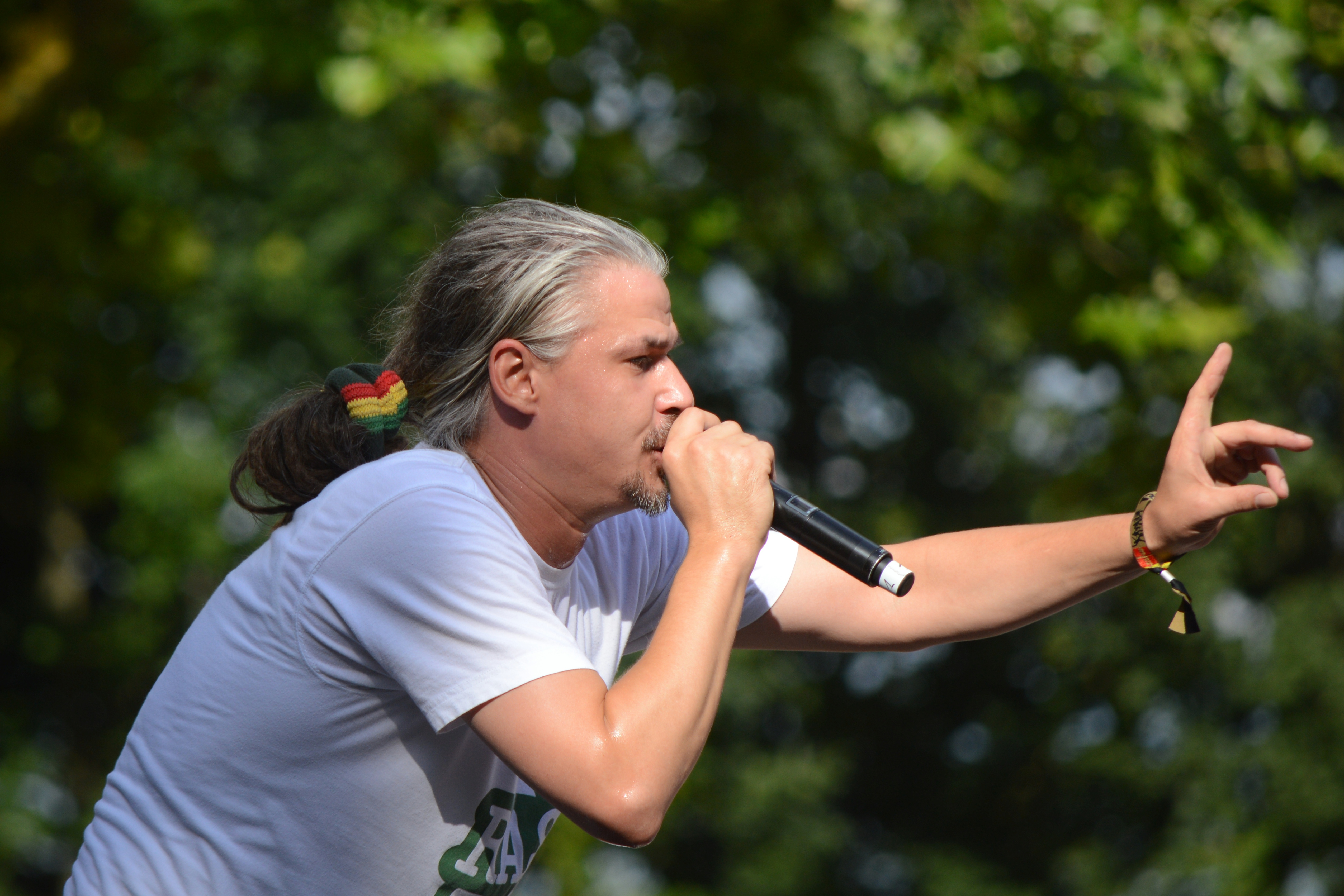
Ganjaman (* 1975)

- Ganji, Ali Fathi (* 2001), iranischer Speerwerfer
- Ganjzadeh, Sajjad (* 1992), iranischer Karateka

### Gank
- Gankhishig, Zuunnast (* 1994), mongolische Mittelstreckenläuferin
- Gänkler, Dieter (* 1935), deutscher Fußballspieler
- Ganksta N-I-P (* 1969), US-amerikanischer Rapper
- Ganku, japanischer Maler

### Ganl
- Ganley, Allan (1931–2008), britischer Jazz-Schlagzeuger und Arrangeur
- Ganley, Declan (* 1968), irischer Unternehmer und Politaktivist
- Ganley, Howden (* 1941), neuseeländischer Automobilrennfahrer
- Ganley, Len (1943–2011), nordirischer Snookerschiedsrichter
- Ganly, James V. (1878–1923), US-amerikanischer Politiker

### Gann
- Gann, Christoph (* 1970), deutscher Jurist, Raoul Wallenberg-Biograf
- Gann, Ernest K. (1910–1991), US-amerikanischer Pilot, Autor, Segler und Naturschützer
- Gann, Jason (* 1971), australischer Schauspieler, Drehbuchautor und Filmproduzent
- Gann, Kyle (* 1955), US-amerikanischer Komponist, Musikkritiker und Musikpädagoge
- Gann, Lewis Henry (1924–1997), US-amerikanischer Historiker
- Gann, Merrilyn (* 1963), kanadische Schauspielerin
- Gann, Pamela (* 1948), US-amerikanische Mathematikerin, Rechtswissenschaftlerin und Hochschullehrerin
- Gann, Thomas (1867–1938), britischer Mediziner und Archäologe
- Gann, William Delbert (1878–1955), US-amerikanischer Unternehmer, Börsenhändler und Autor
- Ganna, germanische Seherin
- Ganna, Filippo (* 1996), italienischer RadrennfahrerFilippo Ganna (* 1996)

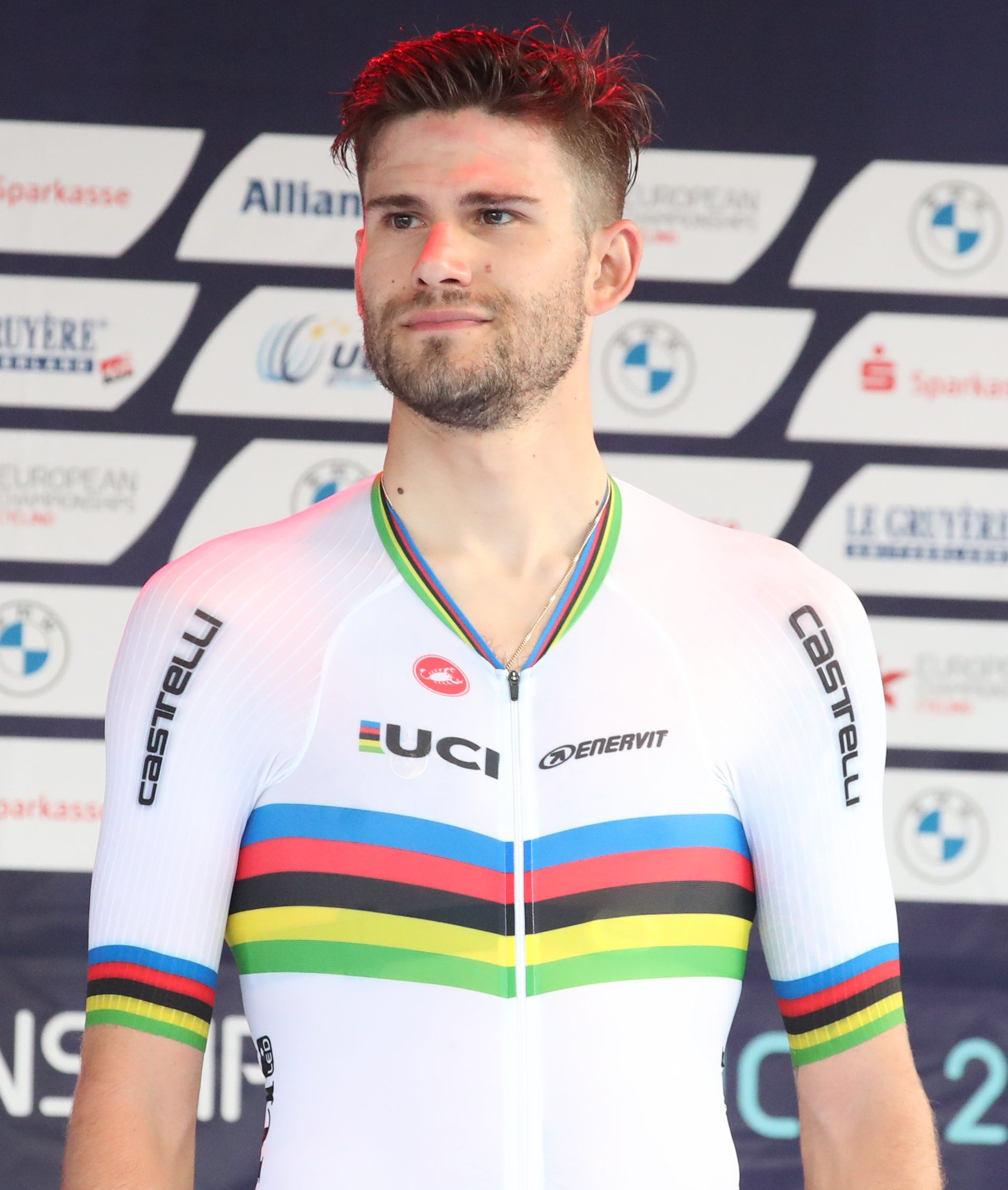
Filippo Ganna (* 1996)

- Ganna, Luigi (1883–1957), italienischer Radrennfahrer
- Gannagé, Emma (* 1967), französische Philosophiehistorikerin
- Gannal, Jean Nicolas (1791–1852), französischer Chemiker und Erfinder
- Gannascoli, Joseph R. (* 1959), US-amerikanischer Schauspieler
- Ganne, Louis (1862–1923), französischer Komponist und Dirigent
- Ganneau, Simon (1806–1851), französischer Bildhauer
- Ganner, Michael (* 1966), österreichischer Jurist
- Gannes, Ferdi de (1929–2018), trinidadischer Radrennfahrer
- Gannett, Barzillai (1764–1832), US-amerikanischer Politiker
- Gannett, Frank E. (1876–1957), US-amerikanischer Medienunternehmer
- Gannicus († 71 v. Chr.), Anführer im Dritten Sklavenkrieg
- Ganninger, Angela (* 1965), deutsche Diplomatin
- Ganninger, Franz (* 1900), deutscher Politiker (NSDAP), MdR
- Ganno, Aster († 1962), äthiopische Oromo und Bibelübersetzerin
- Ganno, Solimán (1931–1989), philippinischer Bischof
- Gannon, Charles E. (* 1960), amerikanischer Science-Fiction-Autor
- Gannon, Gary (* 1987), irischer Politiker
- Gannon, Jim (* 1968), irischer Fußballtrainer und -spieler
- Gannon, John Mark (1877–1968), US-amerikanischer römisch-katholischer Geistlicher und Bischof von Erie
- Gannon, Kim (1900–1974), US-amerikanischer Liedtexter
- Gannon, Rich (* 1965), US-amerikanischer Footballspieler
- Gannott, Susanne (* 1969), deutsche Schauspielerin und Sängerin
- Ganns, Harald (* 1935), deutscher Botschafter
- Gannuschkina, Swetlana Alexejewna (* 1942), russische Mathematikerin und MenschenrechtlerinSwetlana Alexejewna Gannuschkina (* 1942)

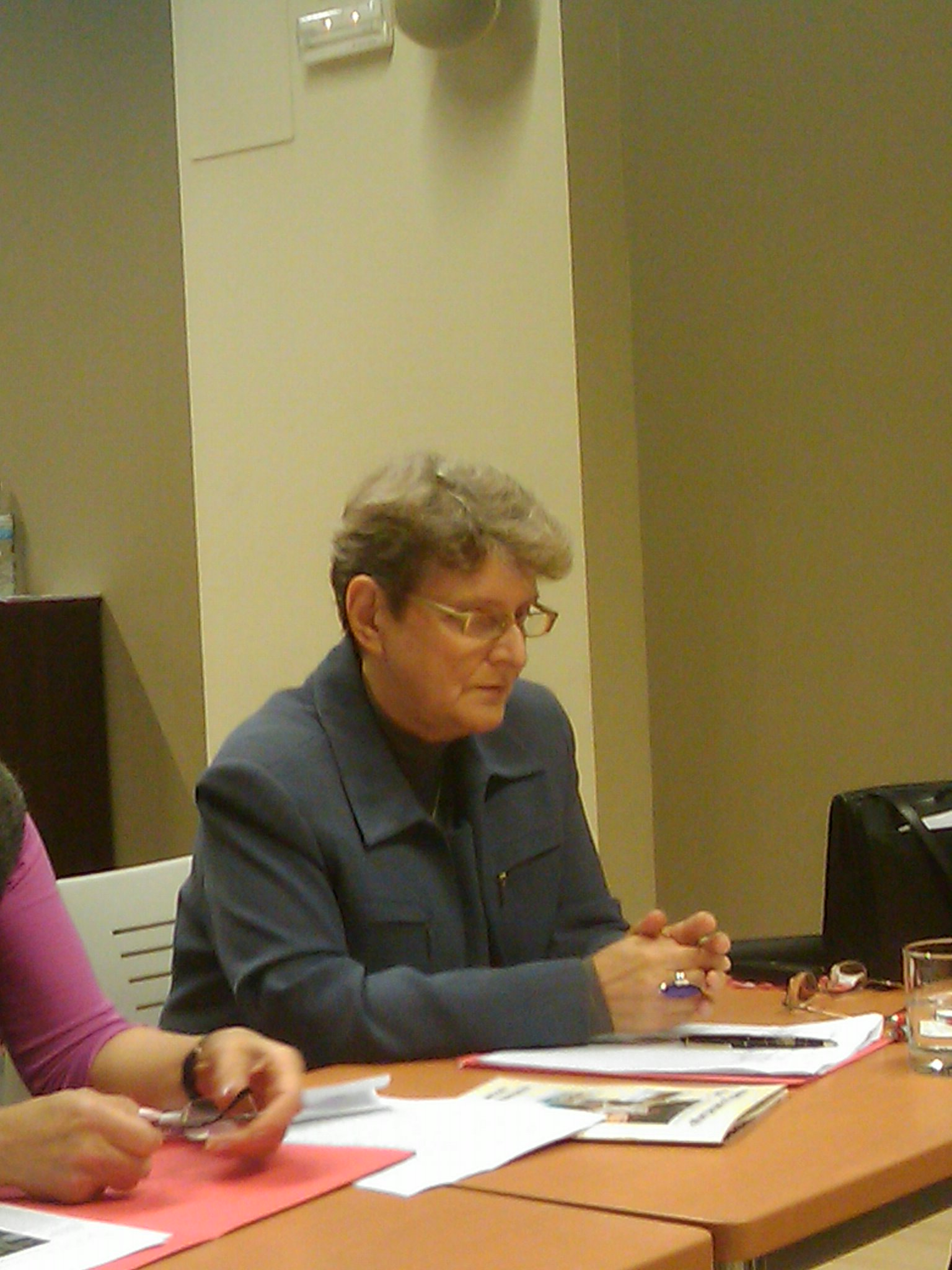
Swetlana Alexejewna Gannuschkina (* 1942)

- Gannys, Erzieher des römischen Kaisers Elagabal

### Gano
- Gano, Graham (* 1987), US-amerikanischer American-Football-Spieler
- Gano, Richard Montgomery (1830–1913), General der Konföderierten im Amerikanischen Bürgerkrieg
- Gano, Zinho (* 1993), belgisch-guinea-bissauischer Fußballspieler
- Ganoczy, Alexandre (* 1928), katholischer Theologe
- Gánóczy, Mária (* 1927), ungarische Malerin
- Gánóczy, Sándor (1861–1938), Geodät, Journalist und Federzeichner
- Ganón, Isaac (1916–1975), uruguayischer Soziologe
- Ganong, Travis (* 1988), US-amerikanischer Skirennläufer
- Ganong, William Francis (1864–1941), kanadischer Botaniker, Kartograf und Regionalhistoriker
- Ganoo, Alan (* 1951), mauritischer Politiker
- Ganor, Niza (1925–2018), Überlebende des Holocaust und Lehrerin in Israel
- Ganot, Adolphe (1804–1887), französischer Physiker
- Ganouati, Dorsaf (* 1984), tunesische Fußballschiedsrichterin
- Ganove, Dan, deutscher Liedermacher
- Ganowski, Sawa (1897–1993), bulgarischer Politiker, Pädagoge und Philosoph
- Ganoza, Luis (1921–2001), peruanischer Stabhochspringer

### Gans
- Gans von Putlitz, Wedigo († 1487), römisch-katholischer Bischof von Havelberg
- Gans zu Putlitz, Joachim (1860–1922), deutscher Theaterintendant
- Gans zu Putlitz, Julius (1814–1891), preußischer Generalmajor
- Gans zu Putlitz, Stephan (1854–1883), deutscher Nationalökonom und Hochschullehrer
- Gans zu Putlitz, Wedigo Reimar (1567–1626), brandenburgischer Staatsrat
- Gans zu Putlitz, Wolfgang (1857–1931), deutscher Gutsbesitzer und Politiker, MdR
- Gans, Carl (1923–2009), US-amerikanischer Herpetologe
- Gans, Christophe (* 1960), französischer Regisseur, Filmproduzent und DrehbuchautorChristophe Gans (* 1960)

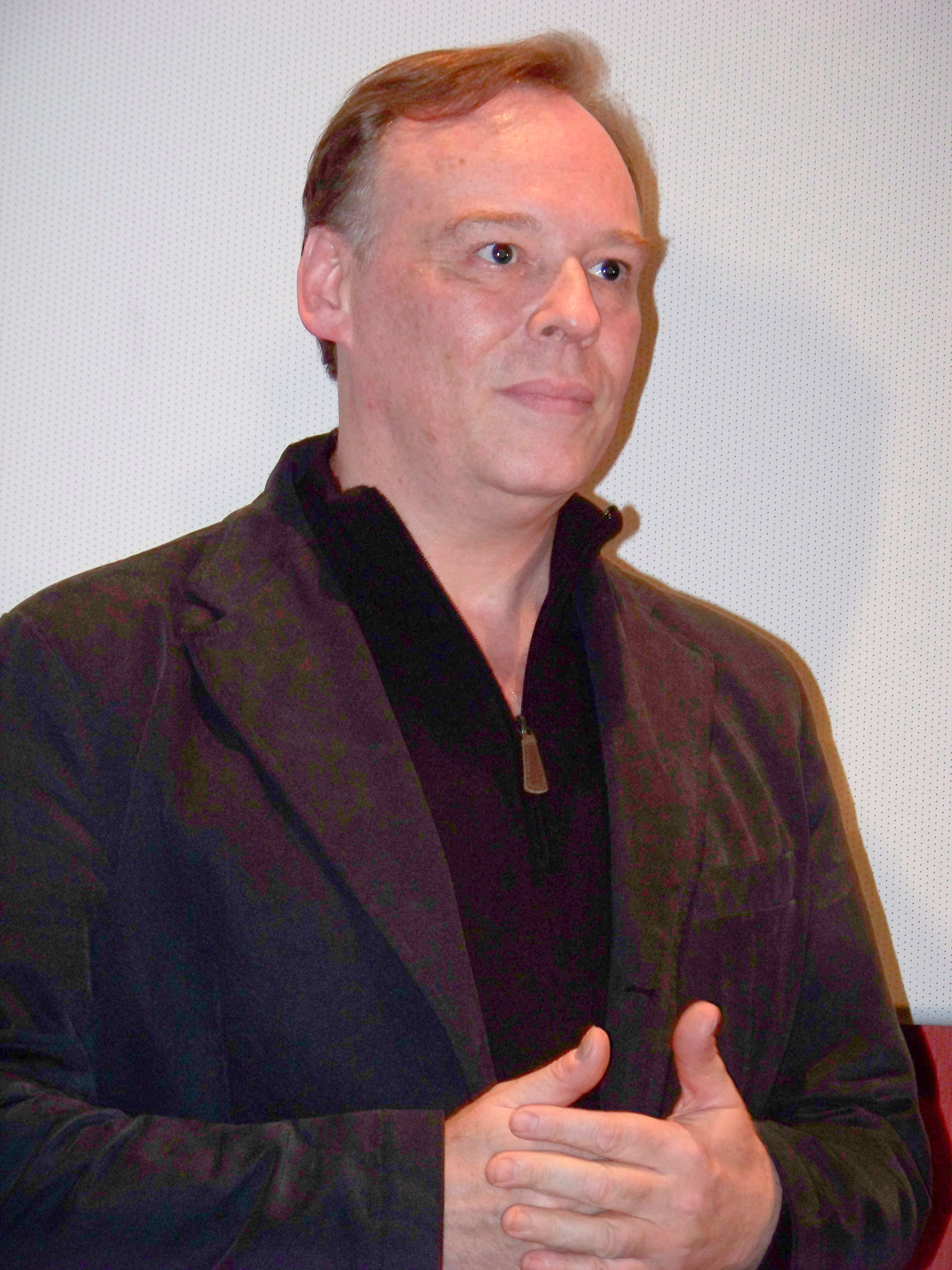
Christophe Gans (* 1960)

- Gans, David (1541–1613), jüdischer Historiker, Astronom und Geograph
- Gans, Eduard (1797–1839), deutscher Jurist, Rechtsphilosoph und Historiker
- Gans, Erich (1908–1934), deutscher Arbeiter
- Gans, Evelien (1951–2018), niederländische Historikerin und Antisemitismusforscherin
- Gans, Friedrich Ludwig von (1833–1920), deutscher Großunternehmer, Mäzen und Kunstsammler
- Gans, Gregor I. († 1701), deutscher Benediktinerabt
- Gans, Heinrich (1890–1973), deutscher Kunstmaler
- Gans, Herbert J. (1927–2025), US-amerikanischer Soziologe
- Gans, Joe (1874–1910), US-amerikanischer Berufsboxer und Weltmeister im Leichtgewicht
- Gans, Leo (1843–1935), deutscher Chemiker und Unternehmer, Ehrenbürger der Stadt Frankfurt am MainLeo Gans (1843–1935)

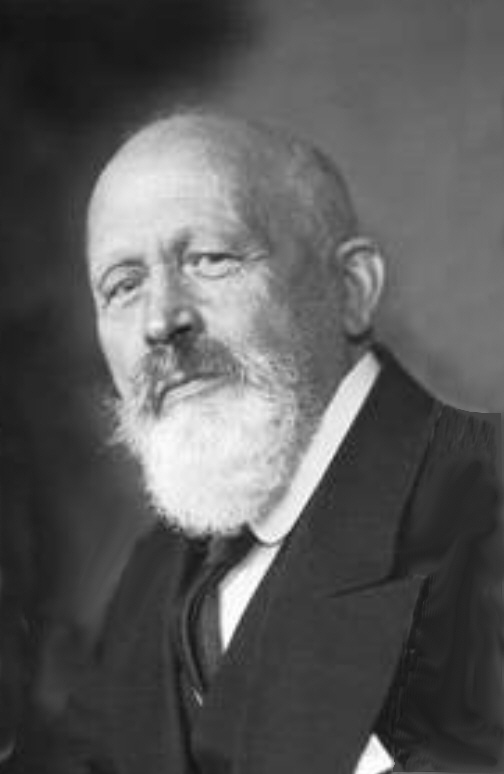
Leo Gans (1843–1935)

- Gans, Lothar (* 1953), deutscher Fußballspieler, -trainer und -manager
- Gans, Louis Adam (* 1819), Textilunternehmer in St. Gallen (Schweiz); Baumwollfabrikant in Urspring (Schelklingen)
- Gans, Ludwig Aaron (1794–1871), deutscher Unternehmer
- Gans, Ludwig Wilhelm von (1869–1946), deutscher Unternehmer
- Gans, Manfred (1922–2010), deutsch-jüdischer Flüchtling, Soldat der britischen Armee während des Zweiten Weltkriegs
- Gans, Margot von (1899–1986), deutsche Unternehmerin, Luftfahrtpionierin und Automobilrennfahrerin
- Gans, Oscar (1888–1983), deutscher Dermatologe
- Gans, Paul (* 1951), deutscher Geograph, Professor für Geographie
- Gans, Paul von (1866–1915), deutscher Erfinder und Luftfahrtpionier
- Gans, Paula (1883–1941), tschechische Stillleben-, Porträt- und Aktmalerin
- Gans, Richard (1880–1954), deutscher Physiker
- Gans, Salomon Philipp (1788–1843), deutscher Jurist und Publizist
- Gans, Ulrich-Walter (* 1957), deutscher Klassischer Archäologe
- Gans, Werner (* 1954), deutscher Fußballspieler
- Gans, Wolfgang (* 1946), deutscher Boxer
- Gans-Ludassy, Julius (1858–1922), österreichischer Schriftsteller
- Gansa, Alex, US-amerikanischer Produzent und Drehbuchautor
- Gansäuer, Jürgen (* 1944), deutscher Politiker (CDU), MdL
- Gansäuer, Karl-Friedrich (* 1932), deutscher Diplomat
- Gansauge, Frieda (1887–1958), deutsche Antifaschistin und Widerstandskämpferin gegen den Nationalsozialismus
- Gansauge, Helmut (1909–1934), deutscher Antifaschist
- Gansauge, Hermann von (1798–1871), preußischer Generalleutnant, Kommandant der Festung Köln und Militärschriftsteller
- Gansauge, Otto von (1804–1882), preußischer Generalmajor und Kommandeur der 31. Infanterie-Brigade
- Gansauge, Thomas (* 1970), deutscher Fußballspieler
- Gänsbacher, Bernd (* 1948), Facharzt für Innere Medizin, Allergie/Immunologie, Hämatologie/Onkologie und emeritierter Hochschulprofessor der Technischen Universität München
- Gänsbacher, Johann (1778–1844), österreichischer Komponist, Dirigent und Kapellmeister
- Gänsbacher, Josef (1829–1911), österreichischer Musikpädagoge
- Gansberg, Fritz (1871–1950), deutscher Schriftsteller, Volksschullehrer und Reformpädagoge
- Gansberg, Marie-Luise (1933–2003), deutsche Literaturwissenschaftlerin
- Gansch, Christian (* 1960), österreichischer Dirigent
- Gansch, Christina (* 1990), österreichische Opernsängerin im Stimmfach Sopran
- Gansch, Hans (* 1953), österreichischer Trompeter und Hochschullehrer
- Gansch, Johann (1925–1998), österreichischer Komponist für Blasmusik
- Gansch, Leopold (1940–2014), österreichischer Politiker (ÖVP), Landtagsabgeordneter
- Gansch, Thomas (* 1975), österreichischer TrompeterThomas Gansch (* 1975)

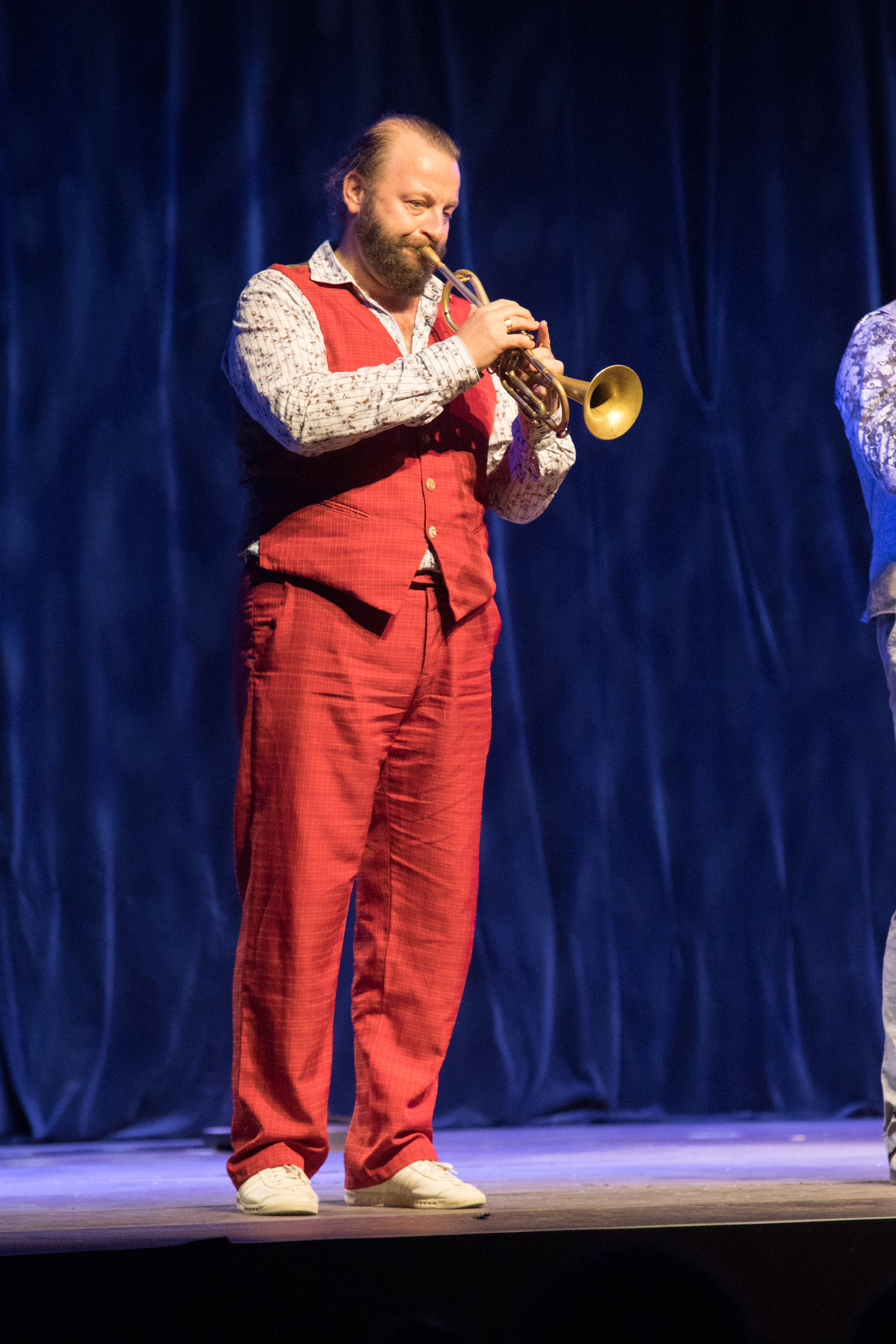
Thomas Gansch (* 1975)

- Ganschow, Franz (1908–1969), deutscher Politiker (SPD), MdA
- Ganschow, Heiko (* 1968), deutscher Handballspieler
- Ganschow, Inna (* 1974), deutsche Autorin und Journalistin
- Ganschow, Jörg Wolfgang (* 1960), deutscher Politiker (FDP), MdB
- Ganschow, Karsten (* 1978), deutscher Handballspieler
- Ganschow, Lena (* 1980), deutsche Journalistin und Fernseh-ModeratorinLena Ganschow (* 1980)

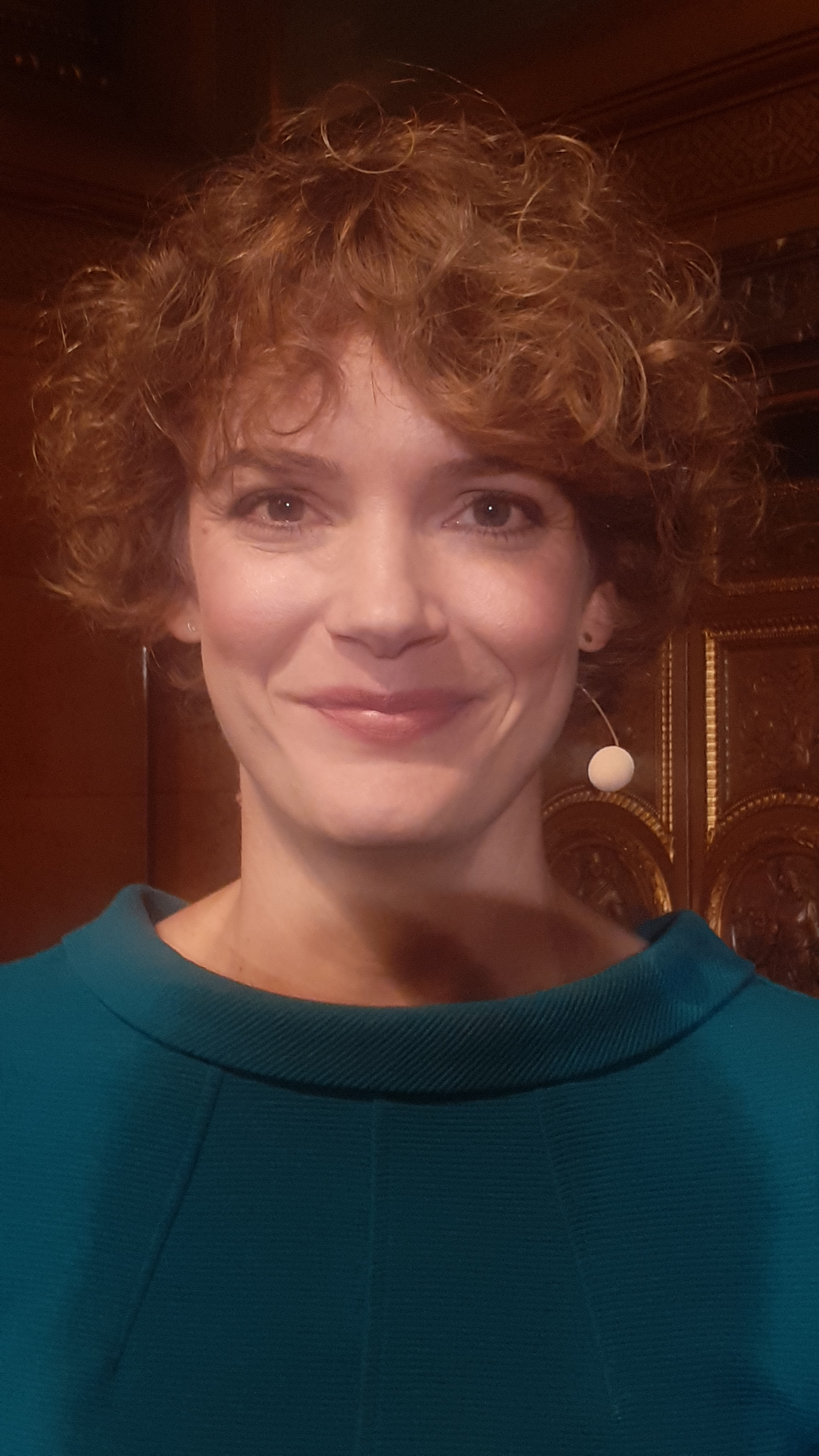
Lena Ganschow (* 1980)

- Ganschow, Max (1909–1966), deutscher Politiker (SPD), Mitglied der Stadtverordnetenversammlung von Groß-Berlin
- Ganschow, Reiner (* 1945), deutscher Handballspieler, Handballtrainer
- Ganschow, Ulf (* 1975), deutscher Handballspieler
- Ganse, Hugo (1862–1944), deutscher Verwaltungsjurist und Ministerialbeamter
- Ganse, Robert (1909–1972), deutscher Gynäkologe und 1951/52 Mitglied des sächsischen Landtags
- Ganseforth, Monika (* 1940), deutsche Politikerin (SPD), MdB
- Gansel, Carsten (* 1955), deutscher Literaturwissenschaftler und Hochschullehrer
- Gansel, Christina (* 1957), deutsche Linguistin
- Gansel, Dennis (* 1973), deutscher Filmregisseur und Drehbuchautor
- Gansel, Jürgen (* 1974), deutscher Politiker (NPD), MdL
- Gansel, Norbert (* 1940), deutscher Politiker (SPD), MdB, Bürgermeister von Kiel
- Gansen, Theodor (1887–1956), deutscher Landschafts-, Architektur-, Interieur- und Stilllebenmaler der Düsseldorfer Schule
- Ganser, Arnold (* 1954), deutscher Internist, Onkologe und Hochschullehrer an der MHH
- Ganser, Benno (1728–1778), deutscher römisch-katholischer Theologe und Naturforscher
- Ganser, Daniele (* 1972), Schweizer Publizist und HistorikerDaniele Ganser (* 1972)

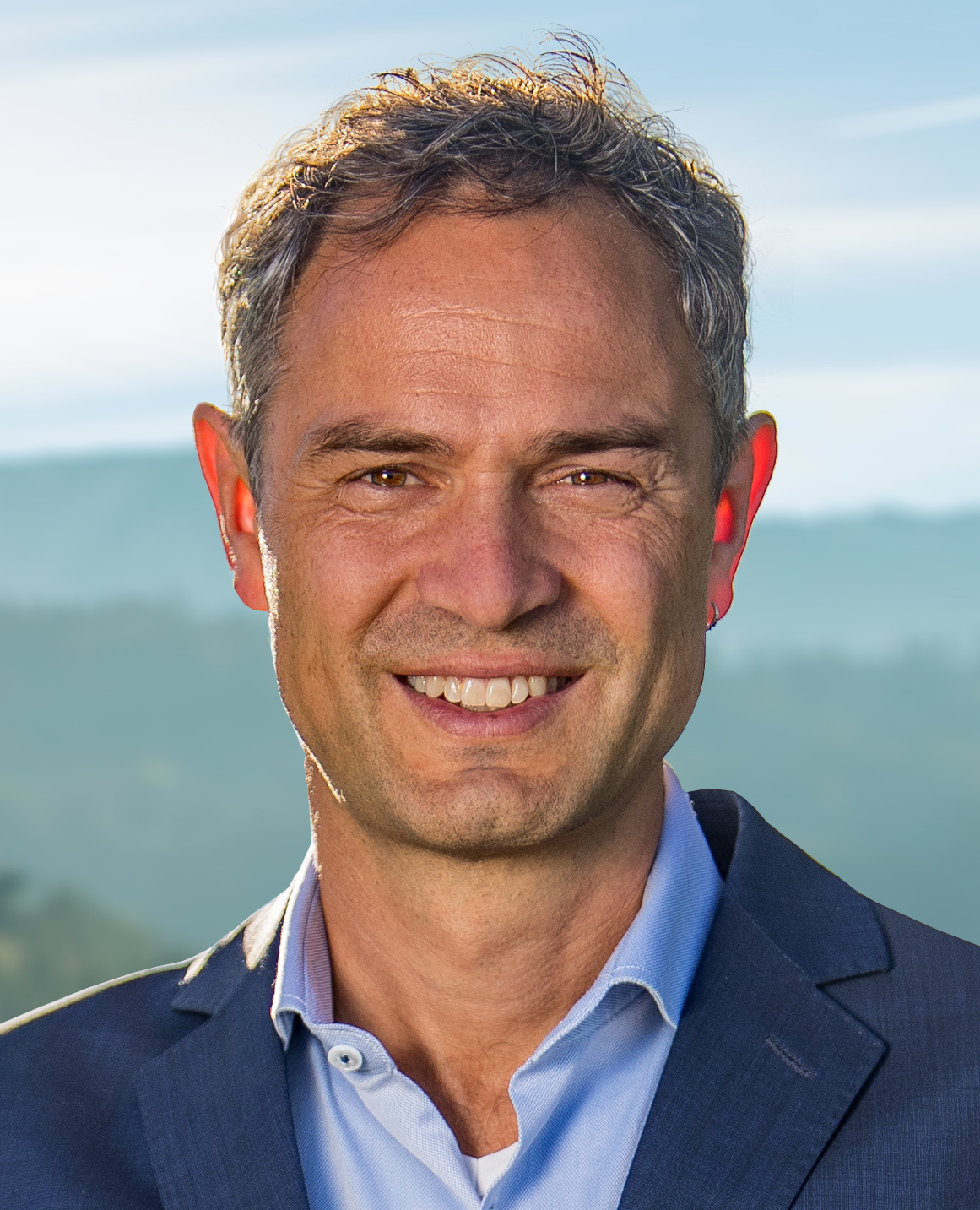
Daniele Ganser (* 1972)

- Ganser, Helmut Wilhelm (* 1948), deutscher Brigadegeneral
- Ganser, Janine (* 1989), deutsche Fußballspielerin
- Ganser, Johannes Martin (1608–1687), deutscher Münzmeister
- Ganser, Karl (1937–2022), deutscher Stadtplaner
- Ganser, Lothar (1908–1984), deutscher Jurist und Politiker (CDU, NPD)
- Ganser, Otto (1872–1948), österreichischer Politiker (DnP), Abgeordneter zum Nationalrat
- Ganser, Sebastian (1882–1957), deutscher Landwirt und Landtagsabgeordneter
- Ganser, Sigbert (1853–1931), deutscher Mediziner
- Ganserer, Tessa (* 1977), deutsche Politikerin (Bündnis 90/Die Grünen), MdL Bayern
- Gansert, Ulrich (* 1942), österreichischer Maler und Objektkünstler
- Gansert, Wolfgang (* 1955), deutscher Radsportler
- Gansevoort, Leonard (1751–1810), US-amerikanischer Rechtsanwalt, Offizier, Richter und Politiker
- Gansevoort, Peter (1749–1812), General in der Kontinentalarmee
- Gansfuß, Barbara, österreichische Journalistin
- Gänshirt, Dorothee (* 1955), deutsche Humangenetikerin und Pränatalmedizinerin
- Ganshof van der Meersch, Walter Jean (1900–1993), belgischer Jurist, Bobfahrer und Politiker
- Ganshof, François Louis (1895–1980), belgischer Historiker
- Gansinger, Gottfried (* 1938), österreichischer Historiker
- Gansiniec, Alfred (1919–1999), polnischer Eishockeyspieler und -trainer
- Gansiniec, Ryszard (1888–1958), polnischer Klassischer Philologe, Religionswissenschaftler und Kulturhistoriker
- Ganske, Andreas (* 1964), deutscher Radrennfahrer
- Ganske, Greg (* 1949), US-amerikanischer Politiker
- Ganske, Hugo (1869–1939), deutscher Schriftsteller
- Ganske, Kurt (1905–1979), deutscher Buchhändler und Verleger
- Ganske, Thomas (* 1947), deutscher Buchhändler und Verleger
- Ganske, Willy (1870–1940), deutscher Schriftsteller, Feuilletonist
- Ganskopf, Albrecht (* 1964), deutscher Schauspieler
- Gansky, Diana (* 1963), deutsche Leichtathletin und Olympiamedaillengewinnerin
- Gansl, Isidor (1896–1938), österreichischer Fußballspieler
- Ganslandt, Conrad (1804–1884), deutscher Kaufmann und Parlamentarier
- Ganslandt, Elisabeth (1856–1945), deutsche Frauenrechtlerin, Sozialarbeiterin und Kommunalpolitikerin
- Ganslandt, Karl (1859–1929), deutscher Generalstaatsanwalt
- Ganslandt, Röttger (1772–1834), Lübecker Ratsherr
- Ganslandt, Röttger (1812–1894), kurhessischer Jurist
- Ganslandt, Wilhelm (1800–1867), Kaufmann und Lübecker Ratsherr
- Gansler, Bob (* 1941), ungarisch-US-amerikanischer Fußballspieler und -trainer
- Gänsler, Franziska (* 1987), deutsche SchriftstellerinFranziska Gänsler (* 1987)

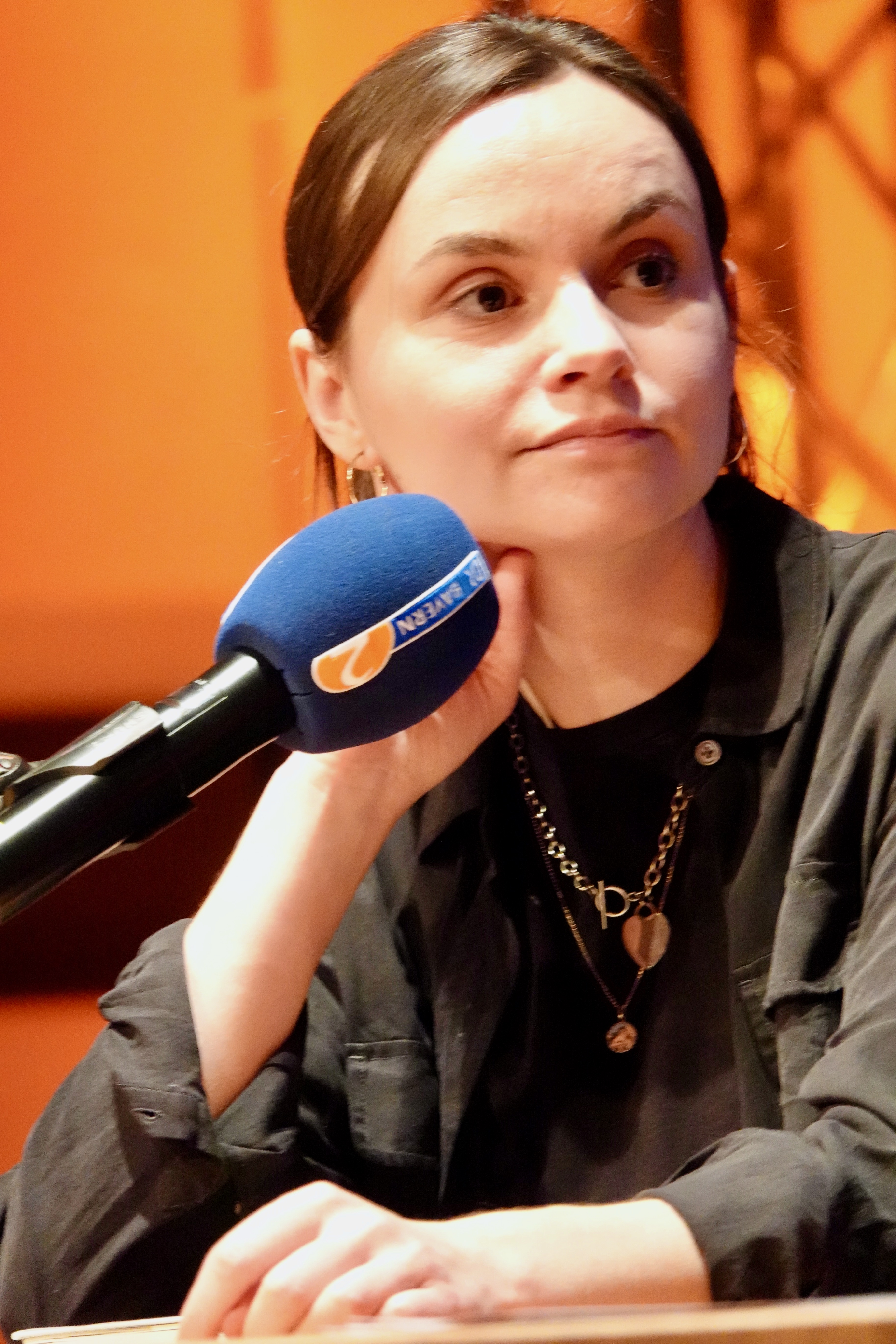
Franziska Gänsler (* 1987)

- Gänsler, Peter (* 1963), deutscher Radrennfahrer
- Gansler, Rupert (1660–1703), deutscher Benediktiner, Prediger und Schriftsteller
- Ganslmayr, Herbert (1937–1991), deutscher Ethnologe
- Ganslmayr, Ingrid, deutsche Übersetzerin
- Ganslmeier, Martin (* 1964), deutscher Journalist
- Gansloßer, Udo (* 1956), deutscher Zoologe und Verhaltensforscher
- Gansloweit, Timo (* 1996), deutscher Fußballschiedsrichter
- Gansner, Hans Peter (1953–2021), Schweizer Romanschriftsteller, Dramatiker, Dichter, Publizist, Übersetzer und Journalist
- Ganso (* 1989), brasilianischer FußballspielerGanso (* 1989)

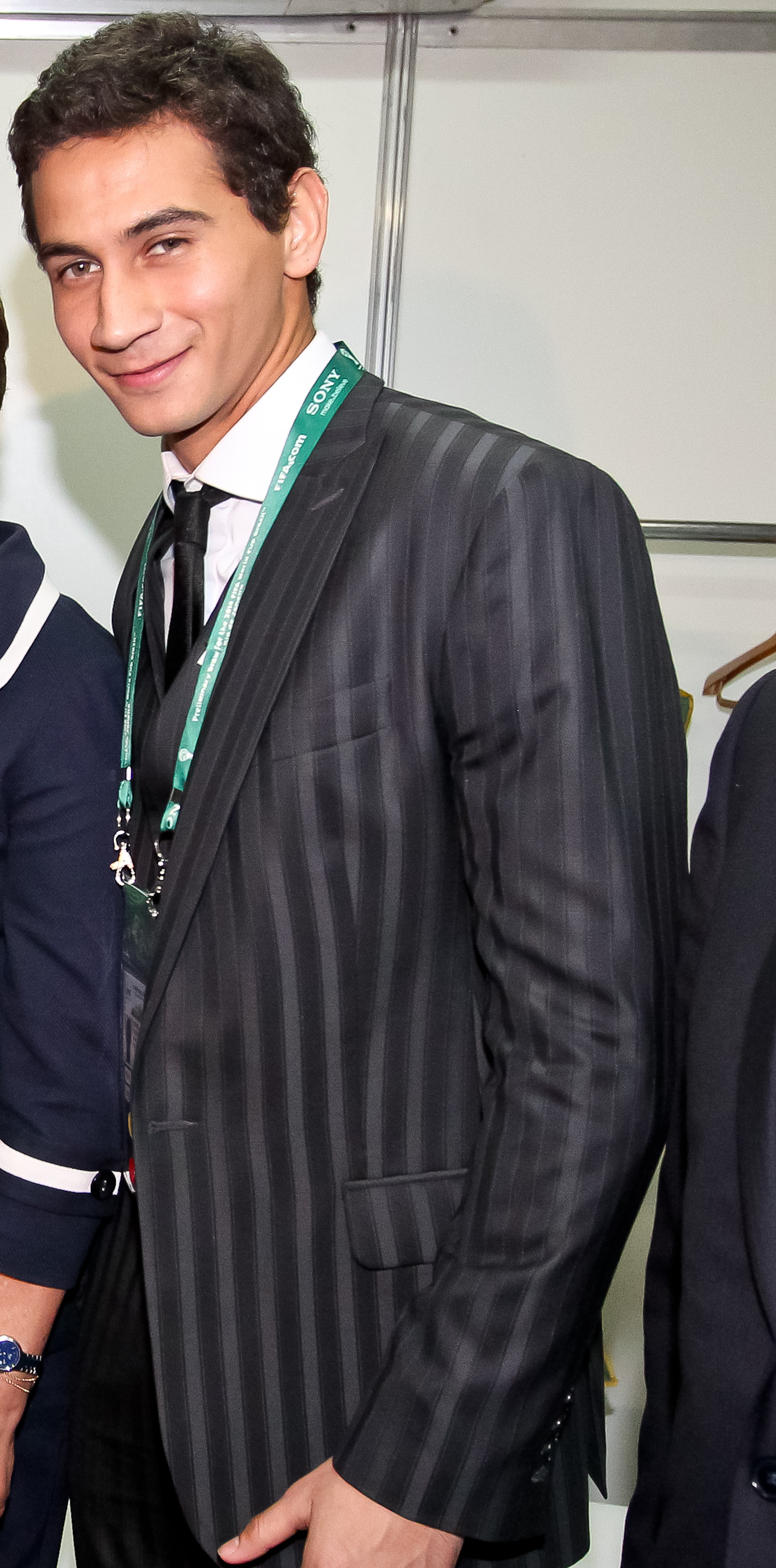
Ganso (* 1989)

- Ganson, Arthur (* 1955), US-amerikanischer Künstler
- Ganson, John (1818–1874), US-amerikanischer Politiker
- Gansowski, Sewer Felixowitsch (1918–1990), russischer Schriftsteller
- Gansrigler, Bernhard (1913–1986), österreichischer Politiker (ÖVP), Landtagsabgeordneter im Burgenland
- Gansrigler, Matthias (1896–1938), österreichischer Politiker (CS), Landtagsabgeordneter
- Ganßauge, Gottfried (1900–1988), deutscher Kunsthistoriker und Denkmalpfleger
- Ganßauge, Günter (1929–2024), deutscher NVA-Offizier, Chef des Grenzsicherungskommandos in Ost-Berlin
- Gänßbauer, Hans (1888–1973), deutscher Mediziner
- Gänßbauer, Monika (* 1968), deutsche Sinologin
- Ganssen, Robert (1903–1983), deutscher Bodenkundler
- Gansser, Augusto (1910–2012), Schweizer Geologe
- Gansser, Emil (1874–1941), deutscher Sprengstoffchemiker und Politiker (NSDAP), MdR
- Gansser, Konrad (1882–1937), deutscher Korvettenkapitän der Reichsmarine und U-Boot-Kommandant im Ersten Weltkrieg
- Gansser, Luca (1945–2019), Schweizer Maler und Bildhauer
- Gansser, Peter, deutscher Skeletonsportler
- Ganßer, Rudolf (1866–1904), württembergischer Offizier, Kolonialoffizier
- Ganßert, Ernst (1937–2013), deutscher Ringer
- Gänsslen, Max (1895–1969), deutscher Internist und Hochschullehrer
- Gänßler, Peter (1937–2015), deutscher Mathematiker
- Ganßmann, Heiner (1944–2018), deutscher Soziologe
- Ganster, Eva (* 1978), österreichische Skispringerin und Sportwissenschaftlerin
- Ganster, Patrick, deutscher Musiker
- Ganster, Susanne (* 1976), deutsche Politikerin (CDU), MdL
- Gansterer, Gerald (* 1982), österreichischer Fußballspieler
- Gansterer, Helmut A. (* 1946), österreichischer Journalist und AutorHelmut A. Gansterer (* 1946)

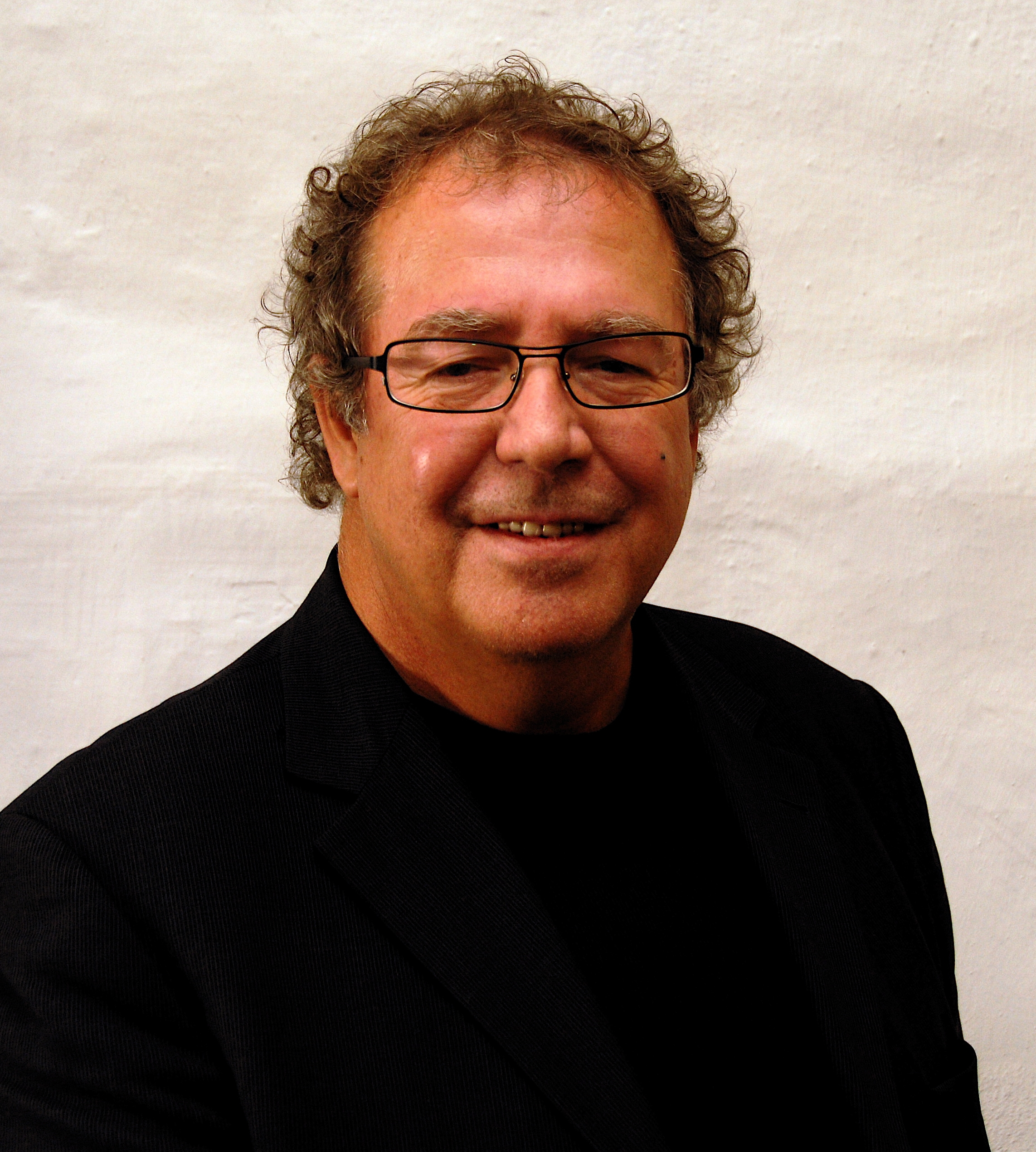
Helmut A. Gansterer (* 1946)

- Gansterer, Johann (1771–1850), Hausbesitzer und Unternehmer in Wien
- Gansterer, Mathias (* 1791), österreichischer Unternehmer
- Gansterer, Michaela (* 1959), österreichische Politikerin (ÖVP), Mitglied des Bundesrates
- Gänswein, Georg (* 1956), deutscher Geistlicher, Privatsekretär Benedikts XVI., Kurienerzbischof und DiplomatGeorg Gänswein (* 1956)

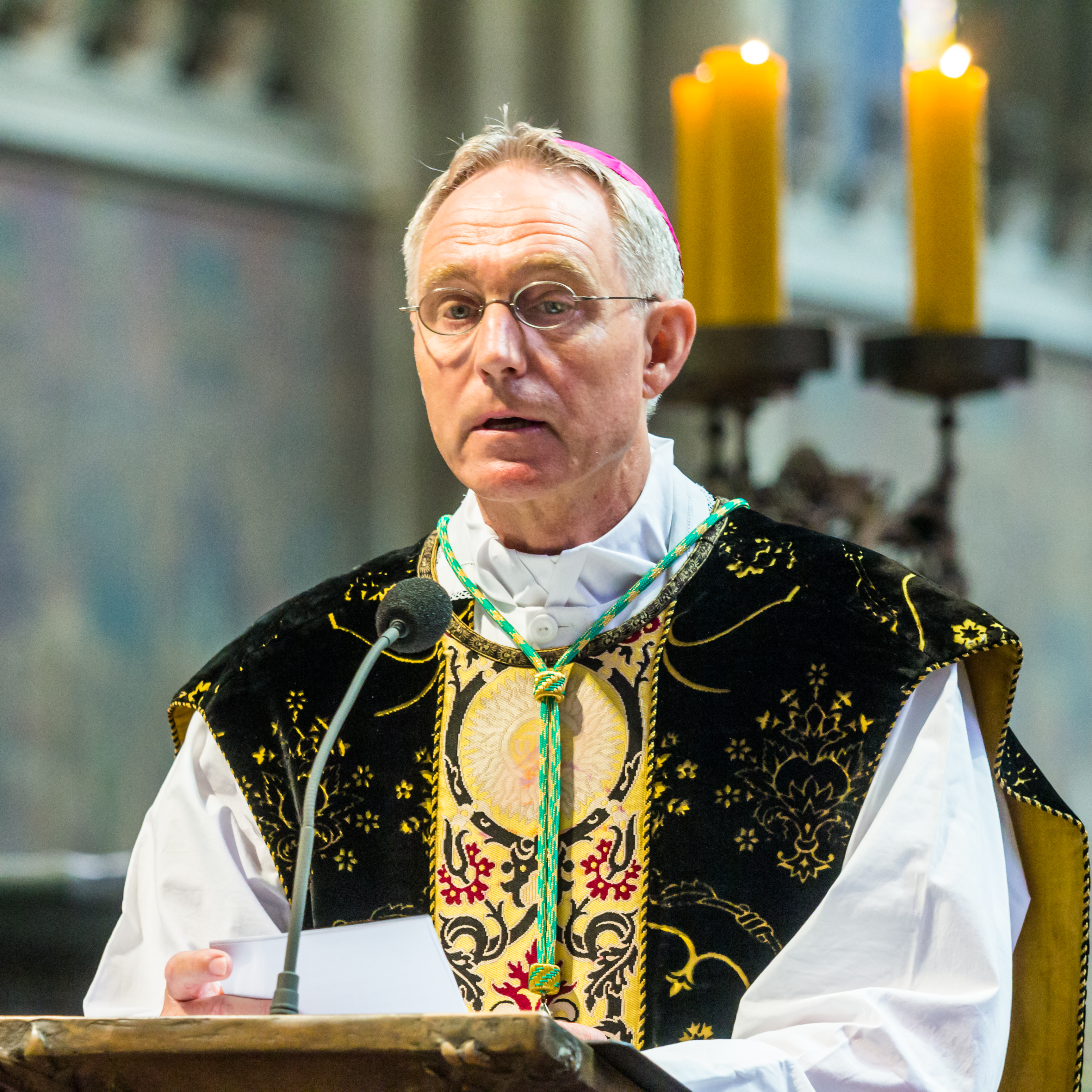
Georg Gänswein (* 1956)

- Ganswindt, Elisabeth (1900–1983), deutsche Politikerin (CDU), MdB
- Ganswindt, Hermann (1856–1934), deutscher Erfinder und Raketenpionier
- Ganswindt, Thomas (* 1960), deutscher Manager
- Gänswürger, Eduard (1843–1873), deutscher Raubmörder, Teil der Donaumoosräuber

### Gant
- Gant, Cecil (1913–1951), US-amerikanischer Bluessänger und Pianist
- Gant, Frank (1931–2021), US-amerikanischer Jazzschlagzeuger
- Gant, Jason (* 1976), US-amerikanischer Unternehmer und Politiker
- Gant, Julian (* 1985), US-amerikanischer Schauspieler
- Ganț, Ovidiu (* 1966), rumänischer Politiker, MdEP
- Gant, Richard (* 1944), US-amerikanischer Schauspieler

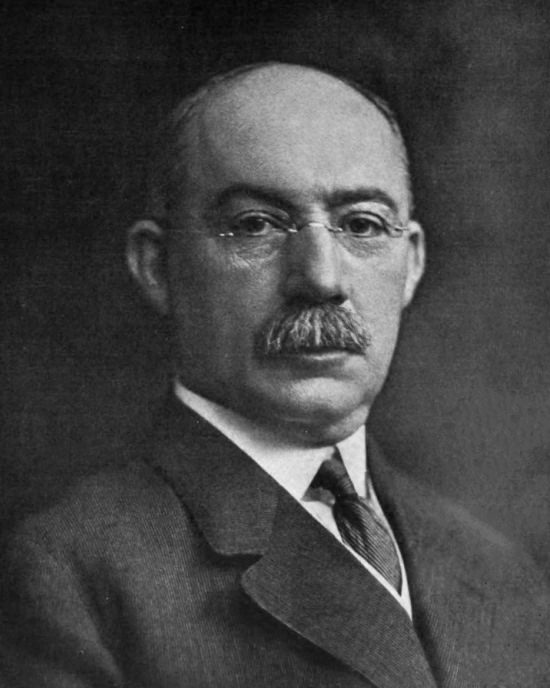
Henry Laurence Gantt (1861–1919)

- Gant, Robert (* 1968), US-amerikanischer Schauspieler
- Gant, Tove Søvndahl (* 1959), grönländische Diplomatin und Menschenrechtsaktivistin
- Gantamirow, Bislan Sajdalijewitsch (* 1963), tschetschenischer Politiker und Staatsmann
- Gantar, David (* 1975), kanadischer Fußballschiedsrichter
- Gantar, Tomaž (* 1960), slowenischer Mediziner und Politiker
- Gantcheff, Ganu, bulgarischer Bildhauer
- Gante, Georg (* 1859), deutscher Berghauptmann
- Gante, Harald (* 1963), deutscher Brigadegeneral (Bundeswehr)
- Gânțe, Patrick (* 2004), rumänischer Fußballspieler
- Ganteaume, Honoré Joseph Antoine (1755–1818), französischer Admiral
- Ganteföhr, Martin (* 1969), deutscher Designer von Computerspielen und Romanautor
- Ganteför, Gerd (* 1956), schweizerisch-deutscher Experimentalphysiker und Hochschullehrer
- Ganten, Detlev (* 1941), deutscher Facharzt für Pharmakologie und molekulare MedizinDetlev Ganten (* 1941)

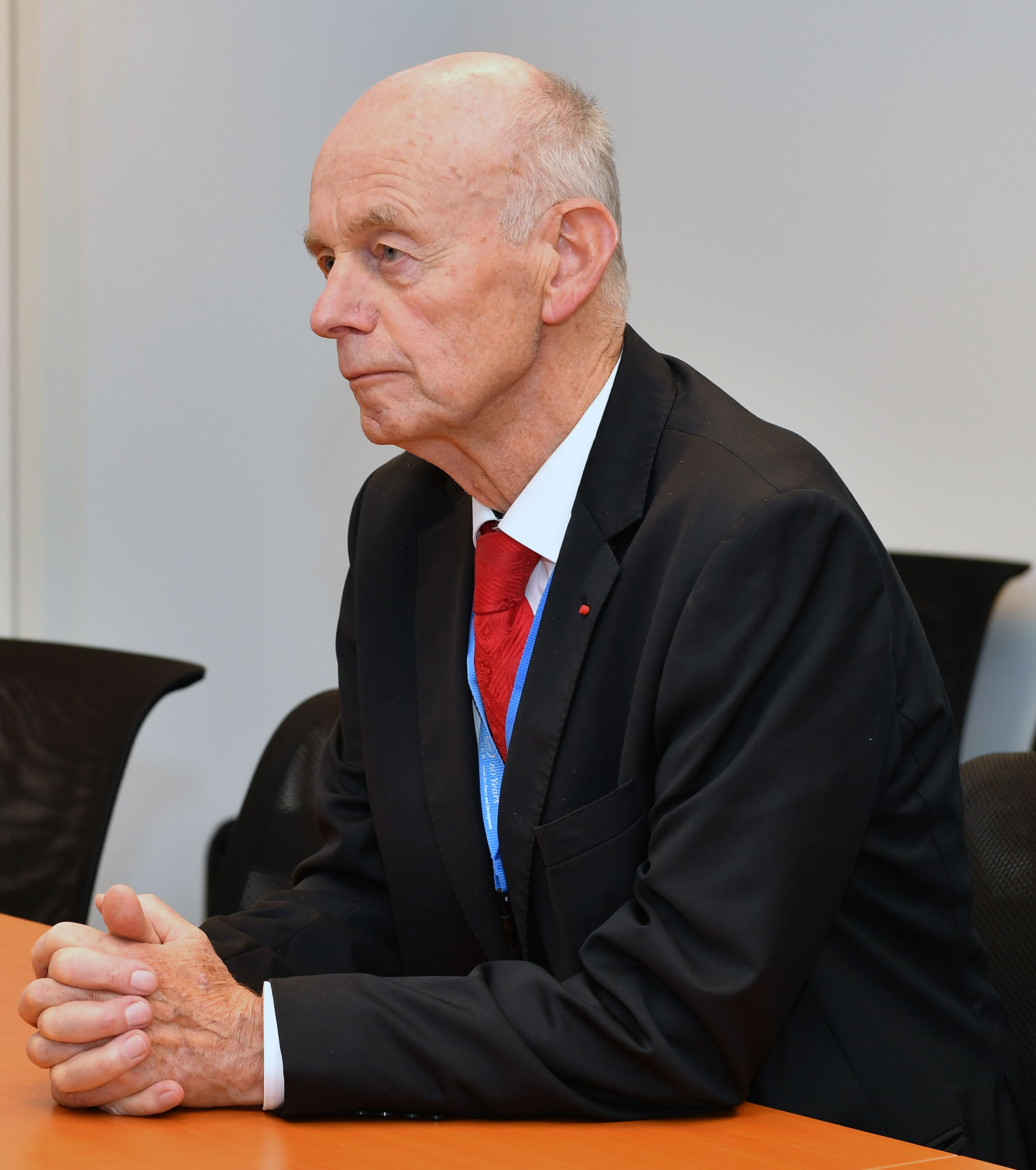
Detlev Ganten (* 1941)

- Ganten, Hans (* 1937), deutscher Jurist und Baurechtler
- Ganten, Johann (1855–1936), deutscher Pädagoge, Gründer des Bremerhavener Bürgerparks
- Ganten-Lange, Cornelia, deutsche Juristin, Rechtsanwältin und ehemalige Richterin
- Gantenbein, Adrian (* 2001), Schweizer Fussballspieler
- Gantenbein, Andreas R., Schweizer Neurologe
- Gantenbein, Barbara (* 1961), deutsch-schweizerische Journalistin und Autorin
- Gantenbein, Burkhard (1912–2007), Schweizer Feldhandballspieler
- Gantenbein, Christoph (* 1971), Schweizer Architekt und Professor
- Gantenbein, Corina (* 1986), Schweizer Mountainbikerin
- Gantenbein, Köbi (* 1956), schweizerischer Chefredaktor
- Gantenbein, Laura (* 1989), Schweizer Politikerin
- Gantenbein, Martin (* 1959), Schweizer Musiker und Komponist
- Gantenbein, Milt (1909–1988), US-amerikanischer American-Football-Spieler
- Gantenbein, Talina (* 1998), Schweizer Freestyle-Skierin
- Gantenbein, Werner (1924–2004), Schweizer Architekt
- Gantenberg, Edwiga (1873–1957), deutsche Ballett-Tänzerin
- Gantenberg, Friedrich Wilhelm (1848–1924), deutscher Unternehmer
- Gantenberg, Mathilde (1889–1975), deutsche Politikerin (CDU), MdL, MdB
- Gantenberg, Michael (* 1961), deutscher Drehbuchautor, Radio- und Fernsehmoderator und SchriftstellerMichael Gantenberg (* 1961)

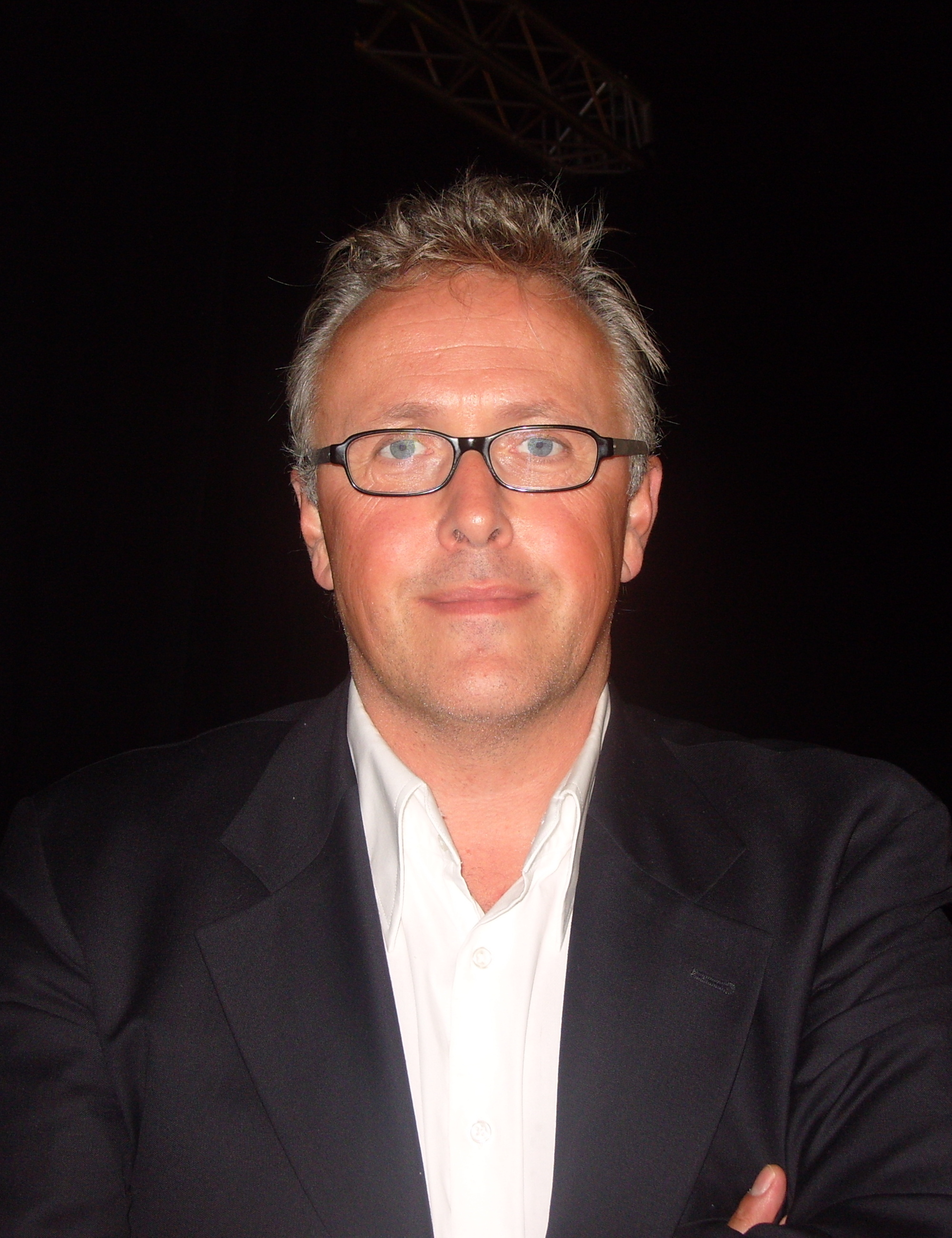
Michael Gantenberg (* 1961)

- Gantenberg, Rolf (1905–1968), deutscher Jurist
- Gantenberg, Walter E., deutscher Ingenieur und Autor
- Gantenbrink, Bruno (* 1949), deutscher Segelflieger und Unternehmer
- Gantenbrink, Nora (* 1986), deutsche Journalistin und Autorin
- Gantenbrink, Rudolf (* 1950), deutscher Pyramidenforscher
- Ganter, Angela (* 1976), deutsche Althistorikerin
- Ganter, Bernard James (1928–1993), US-amerikanischer Geistlicher, römisch-katholischer Bischof von Beaumont
- Ganter, Bernhard (* 1949), deutscher Mathematiker
- Ganter, Dionys (1798–1862), deutscher Maler
- Ganter, Georg (1885–1940), Internist, Oberarzt und Professor an der Julius-Maximilians-Universität Würzburg
- Ganter, Gerhard (* 1945), deutscher Richter am Bundesgerichtshof
- Ganter, Klaus (1945–1969), deutscher Skilangläufer
- Ganter, Ludwig (1876–1961), deutscher Jurist
- Ganter, Magdalena (* 1986), deutsche Sängerin, Komponistin und Schauspielerin
- Ganter, Markus (* 1986), deutscher Musikproduzent
- Ganter, Martin (* 1943), deutscher Schriftsteller, Physiker, Philosoph und Pädagoge
- Ganter, Nikolaus (1809–1886), deutscher Gastwirt, Maler und Heimatdichter
- Ganter, Robert (1896–1974), deutscher Politiker (CDU), MdL
- Ganter, Robin (* 2001), deutscher Leichtathlet
- Ganter, Wolfgang (* 1978), deutscher Bildender Künstler
- Ganter-Gilmans, Hans-Paul (1917–1955), deutscher Politiker (CDU), MdV
- Gantert, Franz (1904–1973), deutscher Verwaltungsjurist
- Gantert, Nina (* 1962), Schweizer Mathematikerin
- Gantesweiler, Johann Jacob (1631–1691), deutscher reformierter Theologe und Hochschullehrer
- Gantez, Annibal (1600–1668), französischer Kapellmeister und Komponist des Barock
- Ganther, August (1862–1938), alemannischer Heimatdichter
- Ganthier, Noa (* 2002), haitianische Fußballspielerin
- Gantimur (1610–1685), Fürst der transbaikalischen Ewenken und Dauren
- Gantin, Bernardin (1922–2008), beninischer Kurienkardinal und Kardinaldekan
- Gantin, Olympe (* 1992), beninischer Fußballspieler
- Gantioler, Hubert (* 1963), österreichischer Extremsportler
- Gantke, Wolfgang (* 1951), deutscher Religionswissenschaftler und Religionstheologe
- Gantmacher, Felix Ruwimowitsch (1908–1964), russischer Mathematiker
- Gantmacher, Wsewolod Felixowitsch (1935–2015), russischer Physiker und Hochschullehrer
- Gantner, Alfred (* 1968), Schweizer Wirtschaftsführer
- Gantner, Bernard (1928–2018), französischer Landschaftsmaler, Lithograf und Illustrator
- Gantner, Christian (* 1980), österreichischer Politiker (ÖVP), LandesratChristian Gantner (* 1980)

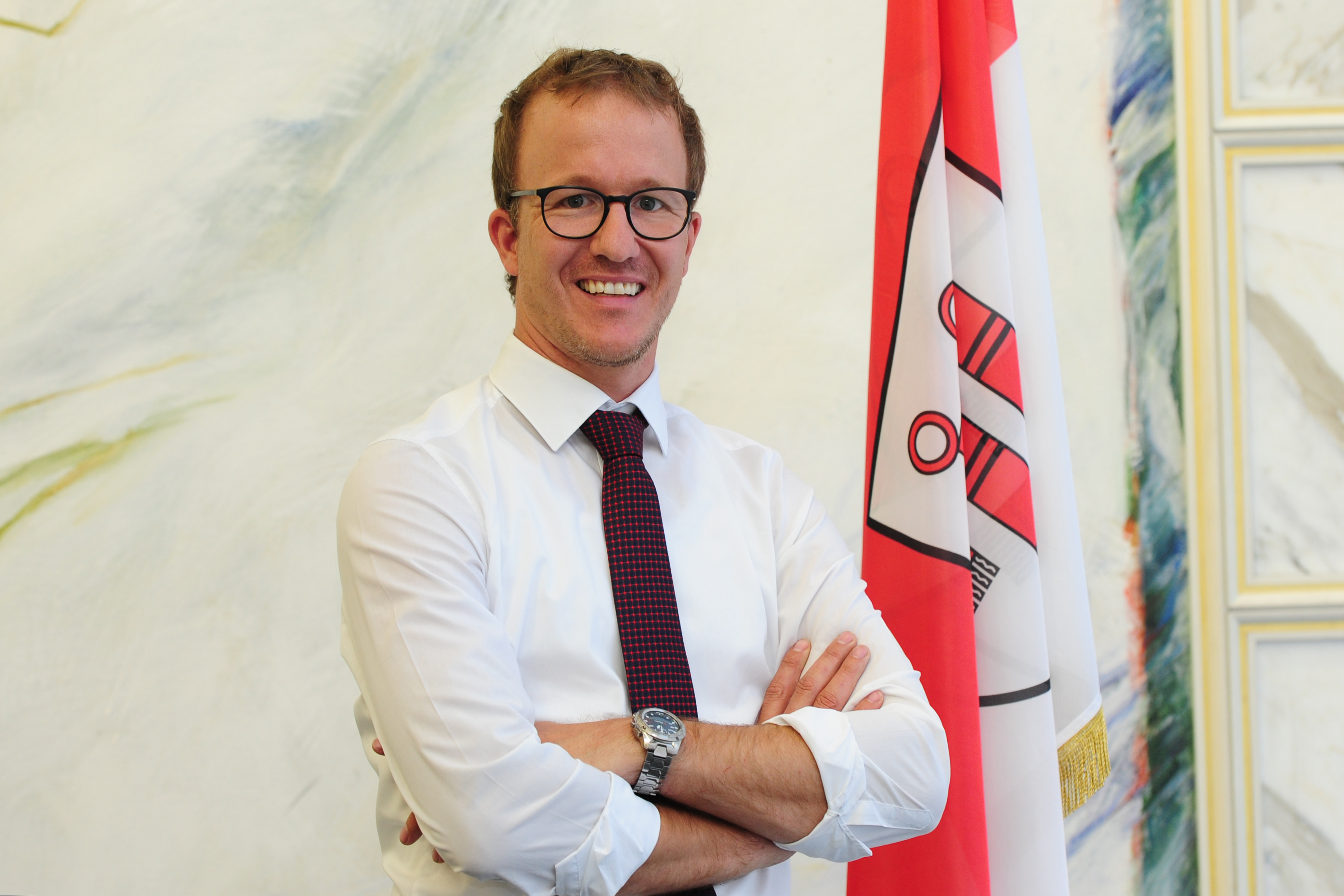
Christian Gantner (* 1980)

- Gantner, Florian (* 1980), österreichischer Schriftsteller
- Gantner, Johannes († 1605), Schweizer reformierter Pfarrer
- Gantner, Joseph (1896–1988), Schweizer Kunsthistoriker, Verleger, Redakteur und Autor
- Gantner, Manfried (* 1945), österreichischer Wirtschaftswissenschaftler
- Gantner, Matei (1934–2023), rumänischer Tischtennisspieler und -trainer
- Gantner, Theo (1931–2021), Schweizer Volkskundler
- Gantner, Volker (* 1945), deutscher Kommunalpolitiker
- Gantner, Wilhelm (* 1949), österreichischer Politiker (ÖVP), Mitglied des Bundesrates
- Gantnerová, Jana (* 1989), slowakische Skirennläuferin
- Gantnerová-Šoltýsová, Jana (* 1959), tschechoslowakische Skirennläuferin
- Gantois, Louis (1929–2011), französischer Kanute
- Ganton, Douglas, Tontechniker
- Gantry, Elmer, britischer Musiker
- Gantry, Muriel (1913–2000), englische Historienromanautorin
- Gantschacher, Herbert (* 1956), österreichischer Theaterregisseur und Produzent
- Gantschev, Ivan (1925–2014), bulgarisch-deutscher Künstler und Kinderbuchillustrator
- Gantschewa, Paraskewa, bulgarische Architektin
- Gantschnig, Marco (* 1997), österreichischer Fußballspieler
- Gantschnigg, Matthäus (1780–1865), österreichischer Grundbesitzer und Politiker, Landtagsabgeordneter
- Gantschnigg, Willi (1920–1977), österreichischer Skispringer
- Gantt, Henry Laurence (1861–1919), US-amerikanischer Maschinenbauingenieur und UnternehmensberaterHenry Laurence Gantt (1861–1919)
- Gantt, Mark (* 1968), US-amerikanischer Schauspieler, Drehbuchautor und Produzent
- Gantter, Eugen (1848–1931), deutscher Journalist und Schriftsteller
- Gantulga, Chaidawyn (* 1965), mongolischer Boxer
- Gantwarg, Michail Chanonowitsch (* 1947), russischer Geiger, Dirigent und Hochschullehrer
- Ganty, Pauline (* 1986), Schweizer Jazzsängerin
- Gantz, Benny (* 1959), israelischer Generalleutnant und PolitikerBenny Gantz (* 1959)

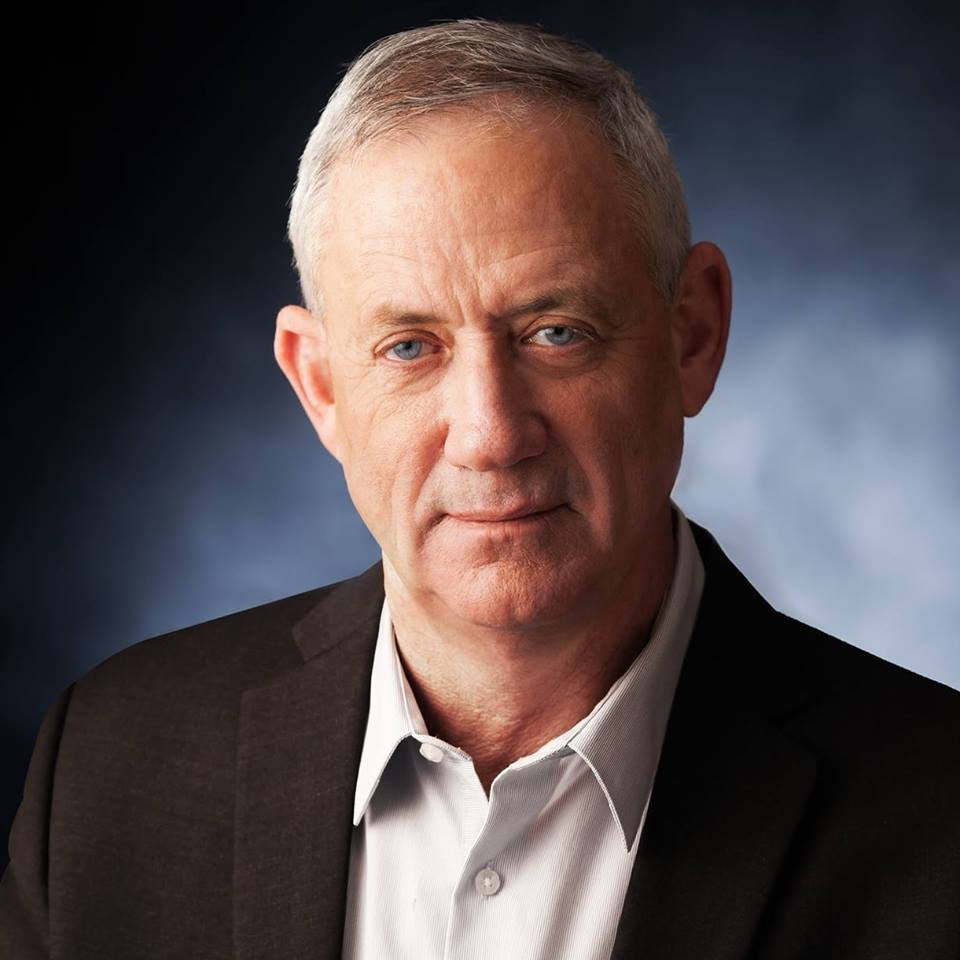
Benny Gantz (* 1959)

- Gantz, Dieter (1932–2018), deutscher Maler, Grafiker und Professor
- Gantz, Martin K. (1862–1916), US-amerikanischer Politiker
- Gantz, Nina (* 1987), niederländische Filmregisseurin für Animationsfilme und Drehbuchautorin
- Gantz-Rathmann, Birgit (* 1949), deutsche Juristin und ehemalige Staatssekretärin
- Gantzel, Klaus Jürgen (* 1934), deutscher Politikwissenschaftler
- Gantzer, Peter Paul (* 1938), deutscher Politiker (SPD), MdL
- Gantzler, Peter (* 1958), dänischer Schauspieler

### Ganu
- Ganuza García, José Agustín (* 1931), spanischer Ordensgeistlicher, emeritierter Prälat von Bocas del Toro

### Ganv
- Ganvoula, Silvère (* 1996), kongolesischer Fußballspieler

### Gany
- Ganyé, Antoine (* 1938), beninischer Geistlicher, emeritierter römisch-katholischer Erzbischof von Cotonou
- Ganymed-Maler, apulischer Vasenmaler
- Ganymedes († 47 v. Chr.), Erzieher der Arsinoë IV.; Heerführer gegen Caesar im Alexandrinischen Krieg
- Ganyo, Cornelius Kweku (1937–2003), ghanaischer Perkussionist und Tänzer

### Ganz
- Ganz, Ábrahám († 1867), ungarischer Großindustrieller
- Ganz, Amiram (* 1952), uruguayischer Geiger und Hochschullehrer
- Ganz, Anton (1899–1973), deutscher SS-Hauptsturmführer und Lagerführer des KZ Ebensee
- Ganz, Armin (1948–1995), US-amerikanischer Filmarchitekt
- Ganz, Barbara (* 1964), Schweizer Radrennfahrerin
- Ganz, Bruno (1941–2019), Schweizer SchauspielerBruno Ganz (1941–2019)

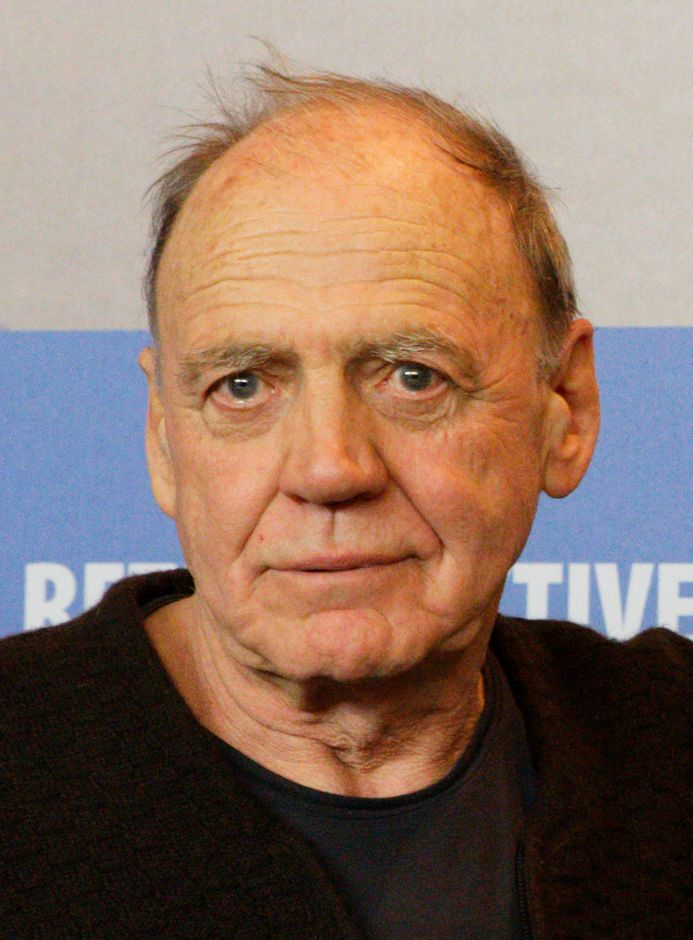
Bruno Ganz (1941–2019)

- Ganz, Caterina (* 1995), italienische Skilangläuferin
- Ganz, Clemens (1935–2023), deutscher Kirchenmusiker und Hochschullehrer
- Ganz, David (* 1952), britischer Historiker und Paläograph
- Ganz, David (* 1970), deutscher Kunsthistoriker für die Kunst des Mittelalters
- Ganz, Fiona (* 2000), Schweizer Tennisspielerin
- Ganz, Fritz (1916–1992), Schweizer Radrennfahrer und Politiker
- Ganz, Hans (1890–1957), Schweizer Autor
- Ganz, Hugo (1862–1922), deutscher Journalist, Schriftsteller und Pädagoge
- Ganz, Jakob (1791–1867), Schweizer Prediger der Erweckungsbewegung
- Ganz, Johann Friedrich Ferdinand (1741–1795), deutscher Jurist
- Ganz, Johannes (1821–1886), Schweizer Fotograf, Erfinder, Filmpionier und Unternehmer
- Ganz, Johannes (* 1932), deutscher Politiker (CDU), MdL, MdB
- Ganz, Josef (1898–1967), ungarisch-deutscher IngenieurJosef Ganz (1898–1967)

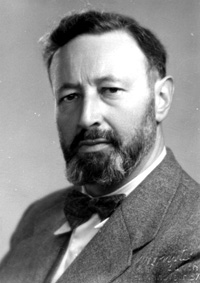
Josef Ganz (1898–1967)

- Ganz, Jürgen (* 1955), deutscher Fußballspieler
- Ganz, Klaus (* 1955), deutscher Fußballspieler
- Ganz, Lowell (* 1948), US-amerikanischer Drehbuchautor, Regisseur, Schauspieler und Filmproduzent
- Ganz, Maurizio (* 1968), italienischer Fußballspieler und -trainer
- Ganz, Moritz, deutscher Cellist und Komponist
- Ganz, Nicholas (* 1976), deutscher Fotograf und Autor
- Ganz, Oliver (* 1963), deutscher Musiker
- Ganz, Paul (1872–1954), Schweizer Kunsthistoriker
- Ganz, Peter (1920–2006), britischer Germanist
- Ganz, Philipp (* 1746), deutscher Zeichner und Maler, Kurfürstlich Braunschweig-Lüneburgischer Hof-Kupferstecher und Radierer
- Ganz, Raffael (1923–2004), Schweizer Schriftsteller
- Ganz, Reinhold (* 1939), deutsch-schweizerischer Orthopäde
- Ganz, Rudolph (1877–1972), schweizerisch-US-amerikanischer Komponist, Pianist und Dirigent
- Ganz, Tim (* 1997), deutscher Handballspieler
- Ganz, Victor (1913–1987), US-amerikanischer Kunstmäzen und -sammler
- Ganz, Werner (1902–1995), Schweizer Historiker und Autor
- Ganz, William (1919–2009), slowakisch-US-amerikanischer Kardiologe
- Ganz-Blättler, Ursula, Schweizer Film- und Fernsehwissenschaftlerin
- Gänzel, Richard Oskar (1858–1936), deutscher Baumeister
- Ganzel, Teresa (* 1957), US-amerikanische Schauspielerin, Synchronsprecherin und Komikerin
- Ganzenmüller, Albert (1905–1996), deutscher Beamter, Staatssekretär im ReichsverkehrsministeriumAlbert Ganzenmüller (1905–1996)

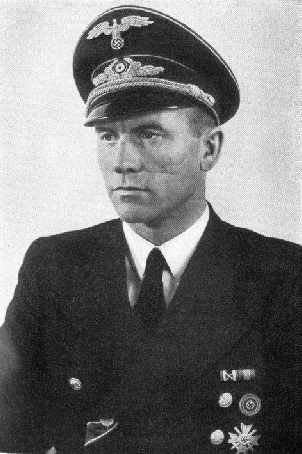
Albert Ganzenmüller (1905–1996)

- Ganzenmüller, Erich (1914–1983), deutscher Politiker (CDU), MdL
- Ganzenmüller, Jörg (* 1969), deutscher Historiker
- Ganzenmüller, Theodor (1864–1937), deutscher Maschinenbau-Ingenieur und Hochschullehrer mit dem Spezialgebiet Brauereitechnik
- Ganzenmüller, Wilhelm (1882–1955), deutscher Wissenschaftshistoriker
- Ganzer, Arno (* 1966), österreichischer Komponist und Texter
- Ganzer, Carola (* 1966), deutsche Fußballspielerin
- Ganzer, Ernst (1903–1967), technischer Autor und Modellbahnkonstrukteur
- Ganzer, Gerda (1907–1996), deutsche Häftlingskrankenschwester im KZ Ravensbrück
- Ganzer, Jürgen (* 1950), deutscher Komponist und Akkordeonist
- Ganzer, Karl (1920–1988), österreichischer KomponistKarl Ganzer (1920–1988)

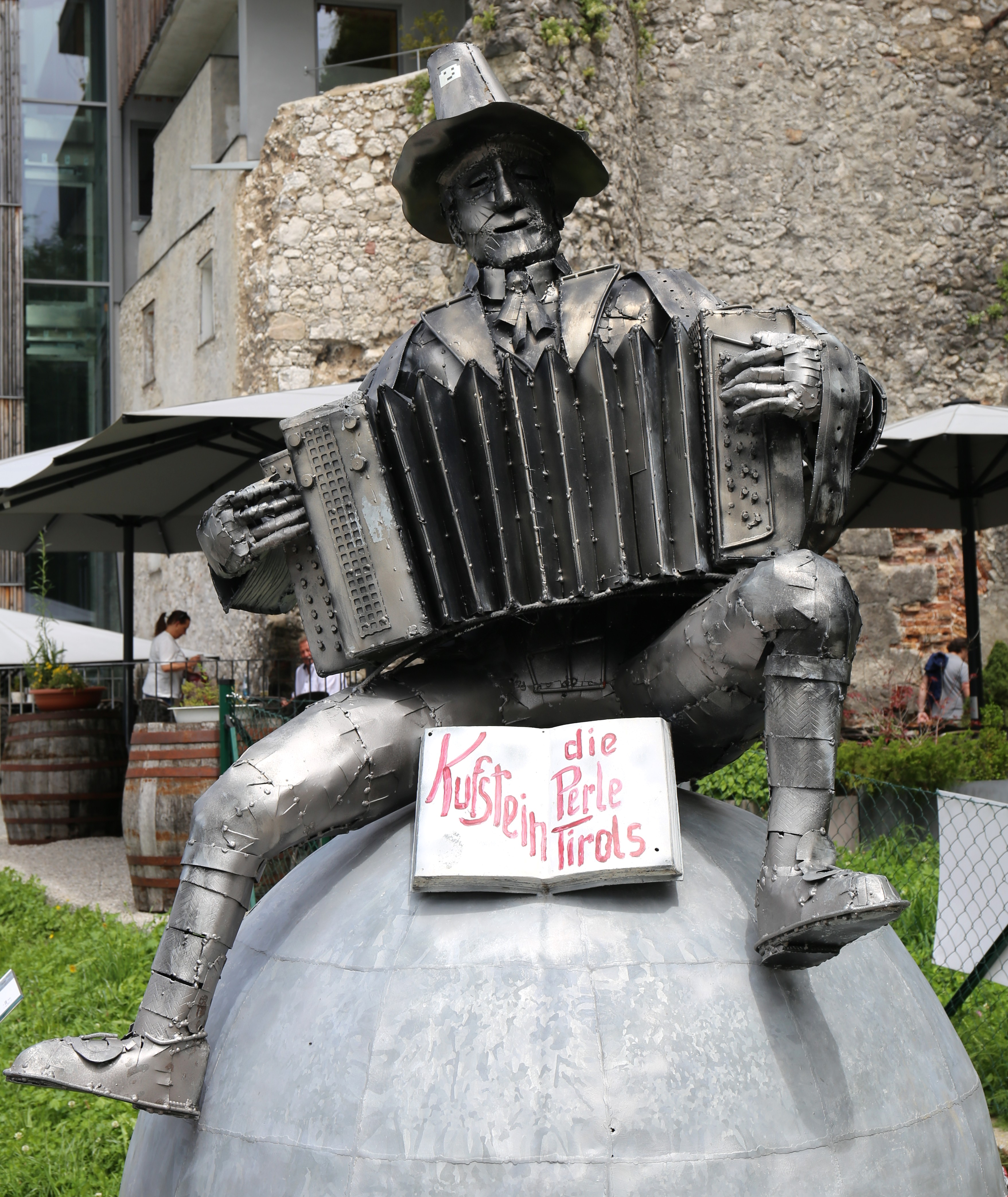
Karl Ganzer (1920–1988)

- Ganzer, Karl Richard (1909–1943), deutscher Historiker im Nationalsozialismus
- Ganzer, Klaus (1932–2021), deutscher Kirchenhistoriker
- Ganzer, Leonhard (* 1969), österreichischer Lagerstättenkundler und Hochschullehrer
- Ganzer, Leopold (1929–2008), österreichischer Maler
- Ganzer, Meagan (* 1990), US-amerikanische Volleyballspielerin
- Ganzera, Frank (* 1947), deutscher Fußballspieler
- Ganzera, Hubert (* 1952), deutscher Fußballspieler
- Ganzert, Ernst Ludwig (* 1961), deutscher Filmproduzent
- Ganzert, Joachim (* 1948), deutscher Bauforscher
- Ganzfried, Daniel (* 1958), Schweizer Journalist
- Ganzfried, Salomon (1804–1886), Rabbiner, Talmudist
- Ganzhorn, Jörg (* 1956), deutscher Biologe und Professor für Tierökologie an der Universität Hamburg
- Ganzhorn, Karl (1921–2014), deutscher Physiker
- Ganzhorn, Natalie (* 1998), kanadische Schauspielerin
- Ganzhorn, Wilhelm (1818–1880), deutscher Lyriker und JuristWilhelm Ganzhorn (1818–1880)

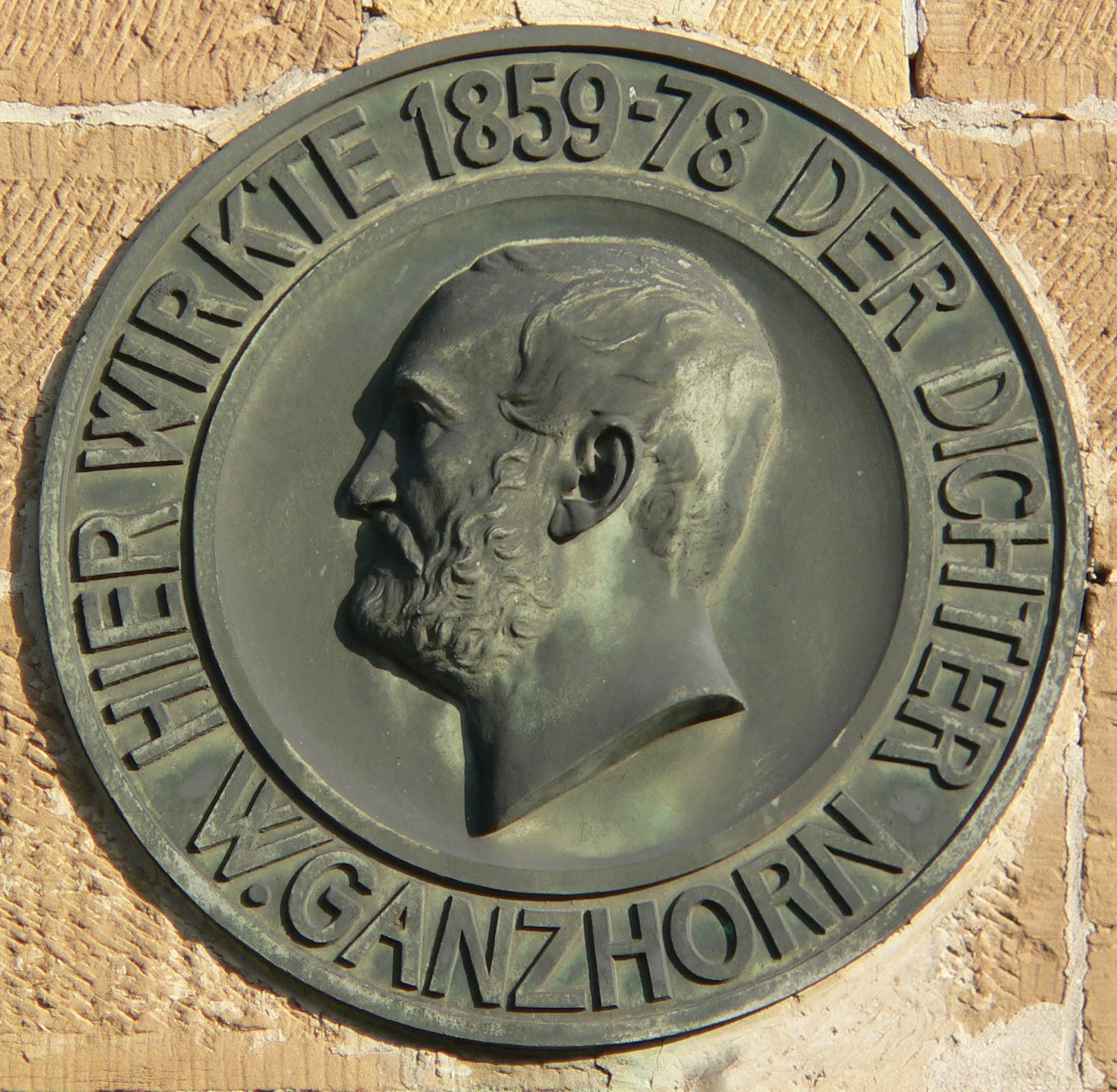
Wilhelm Ganzhorn (1818–1880)

- Ganzinger, Harald (1950–2004), deutscher Informatiker
- Ganzke, Hartmut (* 1966), deutscher Rechtsanwalt und Politiker (SPD), MdL
- Gänzl, Kurt (* 1946), australischer Publizist, Musikwissenschaftler, Casting Director und Sänger
- Ganzland, Andreas (1607–1663), deutscher Mediziner und kursächsischer Leibarzt
- Ganzmüller, Philipp (* 1976), deutscher Basketballspieler
- Ganzon, Rodolfo (1922–2003), philippinischer Politiker
- Ganzoni, Anton Philipp (1800–1881), Schweizer Politiker (liberal/radikal)
- Ganzoni, John, 2. Baron Belstead (1932–2005), britischer Politiker
- Ganzoni, Robert (1884–1963), Schweizer Rechtsanwalt und Politiker (FDP)
- Ganzoni, Romana (* 1967), Schweizer Schriftstellerin
- Ganzuri, Kamal al- (1933–2021), ägyptischer Politiker, Premierminister